# Liste der Biografien/Cle
Liste der Biografien |
Portal Biografien |
Personensuche
# |
A |
B |
C |
D |
E |
F |
G |
H |
I |
J |
K |
L |
M |
N |
O |
P |
Q |
R |
S |
T |
U |
V |
W |
X |
Y |
Z |
?
 
Ca |
Cb |
Cc |
Ce |
Ch |
Ci |
Cj |
Ck |
Cl |
Cm |
Cn |
Co |
Cr |
Cs |
Ct |
Cu |
Cv |
Cw |
Cy |
Cz
 
Cla |
Cle |
Cli |
Clo |
Clu |
Clw |
Cly
Die Liste der Biografien führt alle Personen auf, die in der deutschsprachigen Wikipedia einen Artikel haben. Dieses ist eine Teilliste mit 627 Einträgen von Personen, deren Namen mit den Buchstaben „Cle“ beginnt.

## Cle

### Clea
- Cleander, Marcus Aurelius, Prätorianerpräfekt
- Cleanthus, Gnaeus, antiker römischer Toreut
- Clear, Barbara (* 1964), deutsche Folk-Rock-Sängerin und Liedschreiberin
- Clear, Jacob (* 1985), australischer Kanute
- Clear, Jock (* 1963), britischer Motorsportingenieur
- Clear, Todd (* 1949), US-amerikanischer Rechtswissenschaftler und Kriminologe
- Clearchus, spätantiker oströmischer Politiker und Konsul (384)
- Clearfield, Rob (* 1984), US-amerikanischer Jazzmusiker
- Clearmountain, Bob (* 1953), US-amerikanischer Toningenieur, Tonmischer und MusikproduzentBob Clearmountain (* 1953)

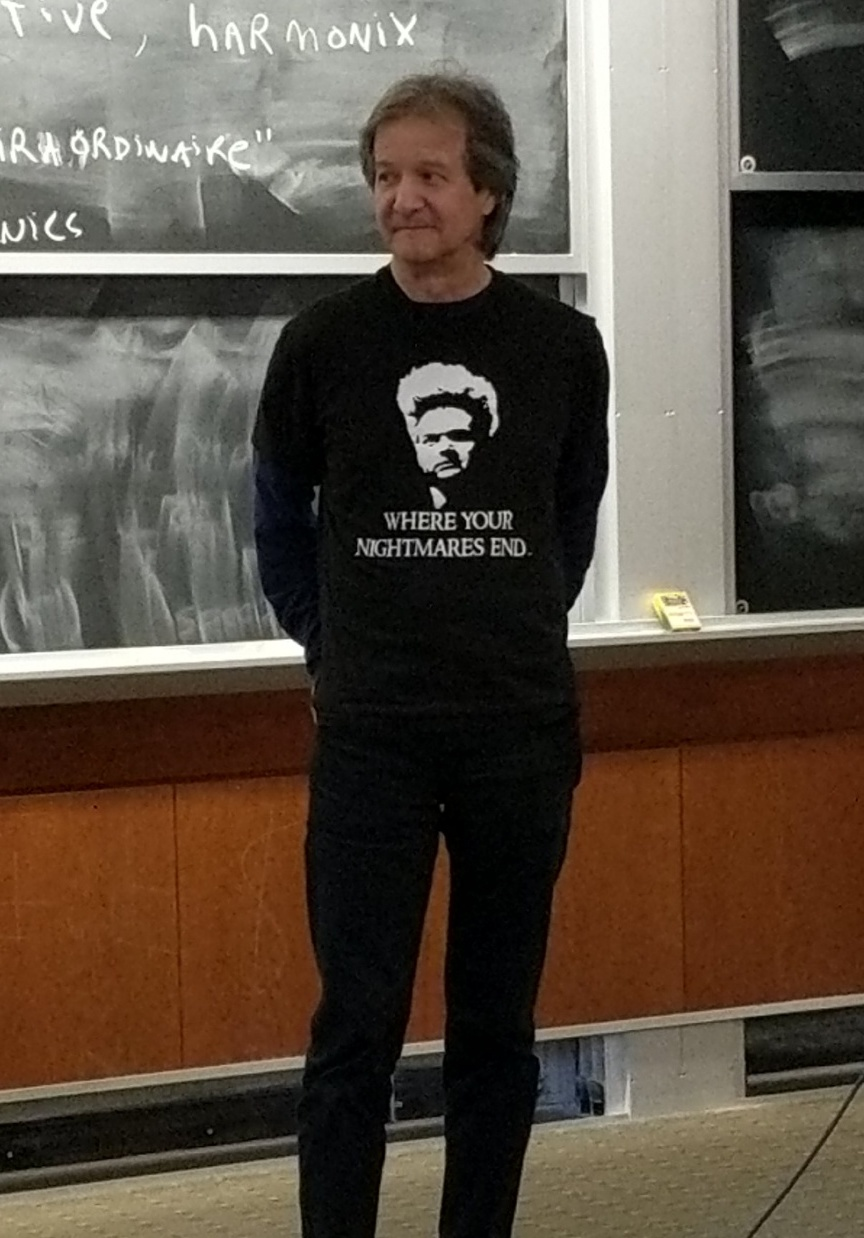
Bob Clearmountain (* 1953)

- Clearwater, Eddy (1935–2018), amerikanischer Blues-Musiker
- Cleary, Benjamin, irischer Filmregisseur und Drehbuchautor
- Cleary, Beverly (1916–2021), US-amerikanische Kinderbuchautorin
- Cleary, Bill (* 1934), US-amerikanischer Eishockeyspieler, -trainer und -funktionär
- Cleary, Bob (1936–2015), US-amerikanischer Eishockeyspieler
- Cleary, Daniel (* 1978), kanadischer Eishockeyspieler
- Cleary, Harrison (* 1997), US-amerikanischer Basketballspieler
- Cleary, Jack (* 1995), australischer Ruderer
- Cleary, James Vincent (1828–1898), irischer Geistlicher und römisch-katholischer Erzbischof von Kingston
- Cleary, Jim (* 1956), nordirischer Fußballspieler
- Cleary, Jon (1917–2010), australischer Schriftsteller
- Cleary, Kevin F., US-amerikanischer Tontechniker
- Cleary, Michael (* 1940), australischer Sprinter, Rugbyspieler und Politiker
- Cleary, Michael J. (1925–2020), irischer Ordensgeistlicher und römisch-katholischer Bischof von Banjul in Gambia
- Cleary, Thomas (1949–2021), amerikanischer Schriftsteller und Übersetzer
- Cleary, William E. (1849–1932), US-amerikanischer Politiker
- Cleave, Aaron Van (* 1987), kanadischer, US-amerikanischer und deutscher Eiskunstläufer
- Cleave, Chris (* 1973), britischer Autor
- Cleave, Mary Louise (1947–2023), US-amerikanische Astronautin
- Cleave, Paul (* 1974), neuseeländischer SchriftstellerPaul Cleave (* 1974)

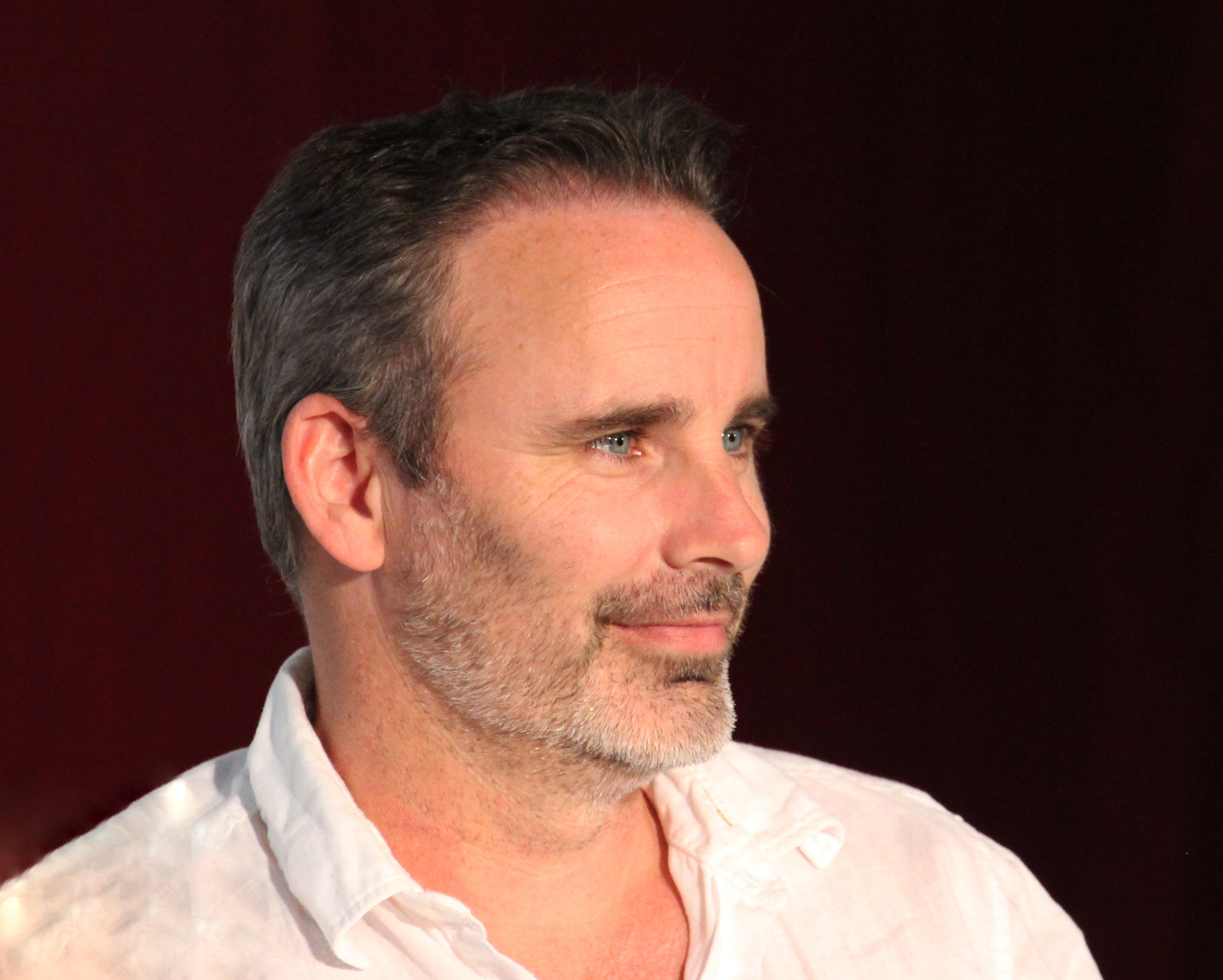
Paul Cleave (* 1974)

- Cleaveland, Parker (1780–1858), amerikanischer Mineraloge
- Cleaveland, Sarah, britische Tierärztin und Epidemiologin
- Cleaver, Alice (1889–1984), englisches Kindermädchen, Überlebende des Titanic-Untergangs, Rufmord-Opfer
- Cleaver, Anna (* 1982), neuseeländische Triathletin
- Cleaver, Blade (* 1992), kanadischer Geschwindigkeitsskifahrer
- Cleaver, Eldridge (1935–1998), amerikanischer Schriftsteller und Mitbegründer der Black Panther PartyEldridge Cleaver (1935–1998)

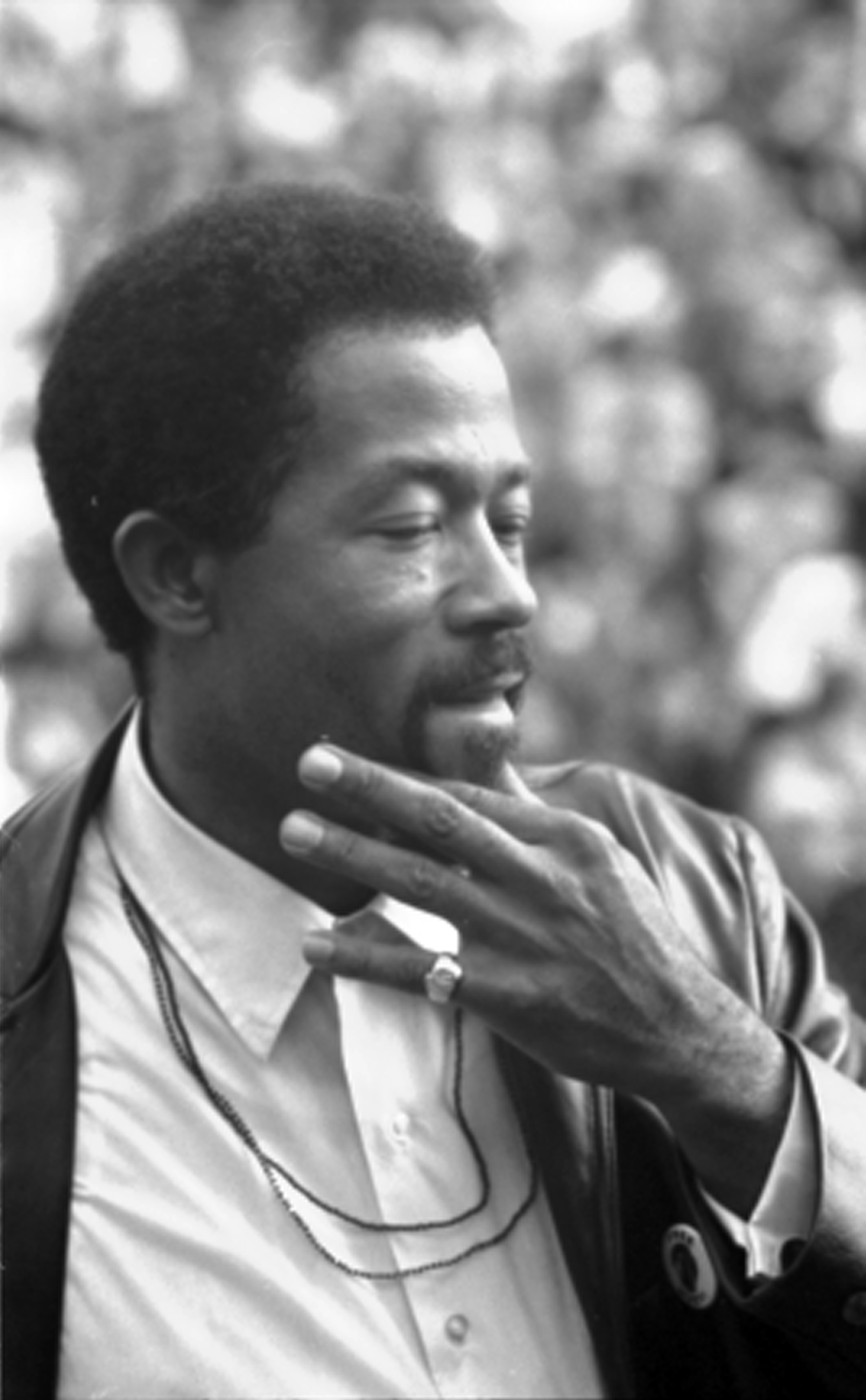
Eldridge Cleaver (1935–1998)

- Cleaver, Emanuel (* 1944), amerikanischer Politiker (Demokratische Partei)
- Cleaver, Gerald (* 1963), US-amerikanischer Jazz-Schlagzeuger
- Cleaver, Gordon (1910–1994), britischer Jagdflieger
- Cleaver, Harry (1879–1953), englischer Fußballspieler
- Cleaver, Harry (* 1944), US-amerikanischer Wissenschaftler, marxistischer Theoretiker und emeritierter Professor der University of Texas at Austin
- Cleaver, Nick (* 1975), australischer Freestyle-Skier
- Cleaver, Vitória Alice (* 1944), brasilianische Botschafterin
- Cleaves, Henry B. (1840–1912), US-amerikanischer Politiker
- Cleaves, Jessica (1948–2014), US-amerikanische Sängerin und Songwriterin
- Cleaves, Slaid (* 1964), US-amerikanischer Country-Musiker und Songwriter

### Cleb
- Clebsch, Alfred (1833–1872), deutscher Mathematiker
- Cleburne, Patrick Ronayne (1828–1864), General der Konföderierten Staaten von Amerika im Amerikanischen Bürgerkrieg

### Clec
- Clech, Yvonne (1920–2010), französische Schauspielerin

### Cled
- Clédat, Jean (1871–1943), französischer Ägyptologe und Koptologe
- Clédat, Léon (1851–1930), französischer Romanist

### Clee
- Clee, Caspar (1553–1602), deutscher Philologe, Ethnologe und Historiker
- Cleef, Alfred van (* 1954), niederländischer Journalist und Schriftsteller
- Cleef, Jan van (1646–1716), niederländischer Maler
- Cleemann, Friedrich Johann Christoph (1771–1825), deutscher evangelischer Geistlicher und Privatgelehrter
- Cleemann, Gustav (1858–1919), deutsch-baltischer Pastor
- Cleemann, Sebastian, deutscher Multiinstrumentalist
- Cleen, Dietrich von († 1531), Ordensritter, Landkomtur und Deutschmeister des Deutschen Ordens
- Cleen, Gottfried von († 1498), hessischer Amtmann und Rat
- Cleer, Willi (1889–1955), deutscher Automobilrennfahrer
- Cleere, Nigel (* 1955), englischer Ornithologe
- Cleere, Peter, irischer Politiker (Fianna Fáil)
- Cleeren, Kristof (* 1974), belgischer Springreiter
- Clees, Arthur (* 2002), luxemburgischer Jazzmusiker (Vibraphon, Komposition)
- Cleese, Cynthia (* 1971), britisch-amerikanische Schauspielerin
- Cleese, John (* 1939), britischer Komiker und Schauspieler, Mitglied von Monty PythonJohn Cleese (* 1939)

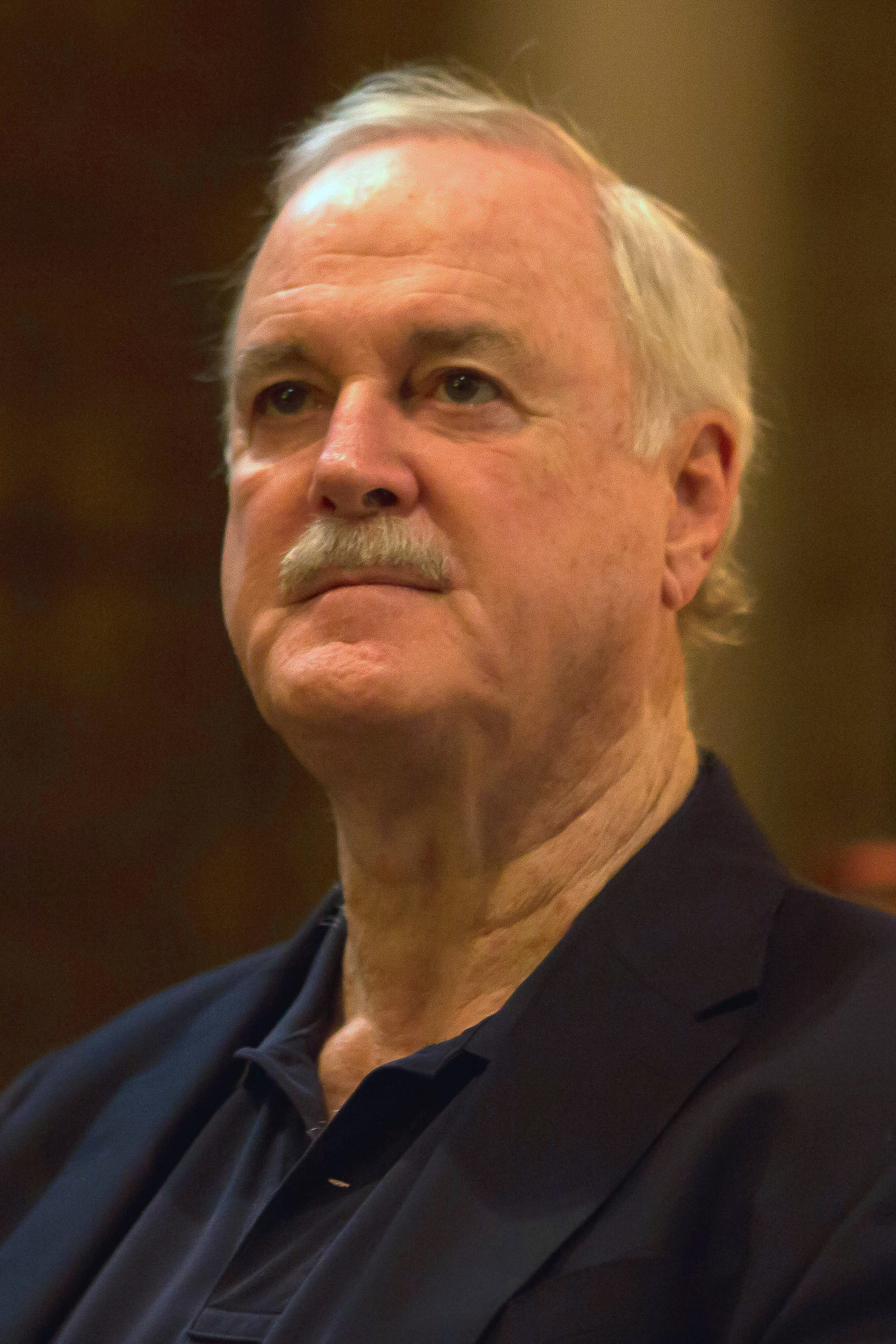
John Cleese (* 1939)

- Cleeves, Ann (* 1954), englische Kriminalschriftstellerin
- Cleeves, Georg (1884–1938), deutscher Jurist

### Clef
- Cleff, Maria (1869–1935), deutsche Malerin und Radiererin der Düsseldorfer Schule
- Cleff, Walter (1870–1939), deutscher Maler und Radierer
- Cleff, Wilhelm (1861–1932), deutscher Berghauptmann

### Cleg
- Clegg, Brian (* 1955), britischer Wissenschaftsjournalist
- Clegg, Hugh Armstrong (1920–1995), britischer Industrial-Relations-Experte und Historiker der britischen Gewerkschaften
- Clegg, Johnny (1953–2019), britisch-südafrikanischer Gitarrist, Sänger, Tänzer und Komponist
- Clegg, Libby (* 1990), britische Leichtathletin (Paralympics-Teilnehmerin)
- Clegg, Michael (* 1957), US-amerikanischer Aktionskünstler
- Clegg, Michael (* 1977), englischer Fußballspieler
- Clegg, Milly (* 2005), neuseeländische Fußballspielerin
- Clegg, Nick (* 1967), britischer Politiker, Mitglied des House of Commons, MdEPNick Clegg (* 1967)

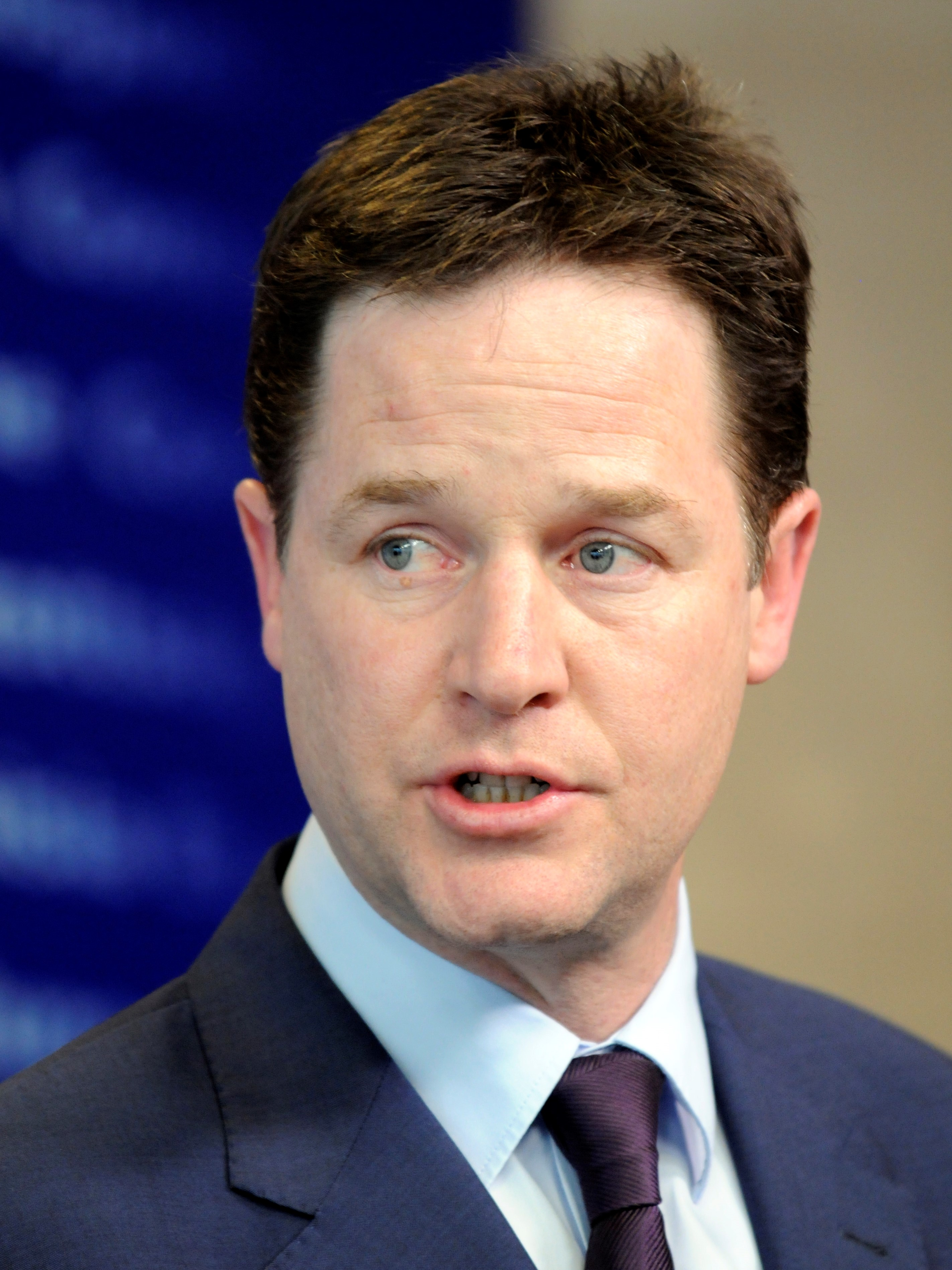
Nick Clegg (* 1967)

- Clegg, Robin (* 1977), kanadischer Biathlet
- Clegg, Samuel (1781–1861), britischer Chemiker und Ingenieur
- Clegg, Stewart (* 1947), australischer Wirtschaftswissenschaftler
- Clegg, Walter (1920–1994), britischer Politiker, Unterhausabgeordneter
- Cleghorn, Odie (1891–1956), kanadischer Eishockeyspieler
- Cleghorn, Sprague (1890–1956), kanadischer Eishockeyspieler

### Clei
- Cleilton Itaitinga (* 1998), brasilianischer Fußballspieler
- Clein, Natalie (* 1977), britische Cellistin
- Clein, Rocco (1968–2004), deutscher Musikjournalist und Musiker
- Cleinow, Georg (1834–1902), preußischer Generalmajor
- Cleinow, Georg (1873–1936), deutscher Publizist, Autor und Politiker; Vorsitzender der »Vereinigten Volksräte der Provinzen Posen und Westpreußen«
- Cleinow, Leberecht (1701–1762), deutscher Pfarrer am Königsberger Dom
- Cleire, Richard (1900–1968), belgischer Ordensgeistlicher und römisch-katholischer Bischof von Kasongo
- Cléirigh Büttner, Síofra (* 1995), irische Mittelstreckenläuferin
- Cleis, Martin (* 1946), Schweizer Zeichenlehrer, Fotograf, Maler und Grafiker
- Cleis, Ugo (1903–1976), Schweizer Maler, Dekorationsmaler, Zeichner, Holzschneider, Mosaizist und Illustrator

### Clej
- Clejan, Bucur (1904–1975), rumänischer Arzt

### Clel
- Cleland, Coreena (* 1989), australische Leichtathletin
- Cleland, John (1709–1789), englischer Schriftsteller
- Cleland, John (1925–2017), US-amerikanischer Offizier, Generalmajor der US-Army
- Cleland, Joseph P. (1902–1975), US-amerikanischer Offizier, Generalmajor der US-Army
- Cleland, Max (1942–2021), US-amerikanischer Politiker
- Cleland, Tammy (* 1975), US-amerikanische Synchronschwimmerin
- Cleland, William Paton (1912–2005), australischer Arzt
- Clelland, Lana (* 1993), schottische Fußballspielerin
- Clelland, Shirley (* 1951), britische Fünfkämpferin

### Clem
- Clem, Jimmy (1932–2017), US-amerikanischer Schauspieler
- Clem, Robert Verity (1933–2010), US-amerikanischer Vogel- und Landschaftsillustrator
- Clem, William (* 2004), dänischer Fußballspieler

#### Clema
- Clemann, Feli (* 2006), deutsche Volleyballspielerin
- Clemann, Samuel (* 1972), Schweizer Poolbillardspieler
- Clemaron, Maéva (* 1992), französische Fußballspielerin
- Clemasius, Matthäus (1640–1702), deutscher Mediziner, Hochschullehrer und Stadtphysikus von Greifswald

#### Cleme

##### Clemen
- Clemen, August (1838–1920), deutscher evangelischer Theologe, Oberlehrer und Oberkirchenrat
- Clemen, Carl (1865–1940), deutscher evangelischer Theologe und Religionshistoriker
- Clemen, Harald (* 1947), deutscher Theaterregisseur
- Clemen, Hermann Friedrich Ferdinand (1805–1847), deutscher evangelisch-lutherischer Pfarrer
- Clemen, Jens (* 1967), deutscher Fußballspieler
- Clemen, Johann Gottfried (1728–1785), deutscher Plantagenbesitzer
- Clemen, Otto (1871–1946), deutscher evangelischer Theologe, Historiker und Bibliothekar
- Clemen, Paul (1866–1947), deutscher Kunsthistoriker und Denkmalpfleger, erster Provinzialkonservator der Rheinprovinz
- Clemen, Robert (* 1967), deutscher Politiker (CDU), MdL Sachsen
- Clemen, Wolfgang (1909–1990), deutscher Anglist und Literaturwissenschaftler

###### Clemenc
- Clemence, Andy, US-amerikanischer Schauspieler und Synchronsprecher
- Clemence, Ray (1948–2020), englischer Fußballtorhüter und -trainer
- Clemence, Stephen (* 1978), englischer Fußballspieler und -trainer
- Clemenceau, Adrien (* 1988), französischer Hürdenläufer
- Clemenceau, Georges (1841–1929), französischer Politiker
- Clémenceau, Martine (* 1949), französische Pop- und Schlagersängerin
- Clémencet, Charles (1703–1778), französischer Benediktiner-Mönch der Mauriner-Kongregation, Chronist und Historiker
- Clemencic, René (1928–2022), österreichischer Musikwissenschaftler, Dirigent, Komponist, Organist, Cembalist und Blockflötist
- Clemencio, Raphael (* 1994), Schweizer Radsportler

###### Clemens
- Clemens, Häretiker
- Clemens († 16), römischer Sklave und Rebell gegen Kaiser Tiberius
- Clemens August von Bayern (1700–1761), Erzbischof von Köln, Bischof von Regensburg, Hildesheim, Münster, Paderborn, Osnabrück, Hochmeister des Deutschen OrdensClemens August von Bayern (1700–1761)

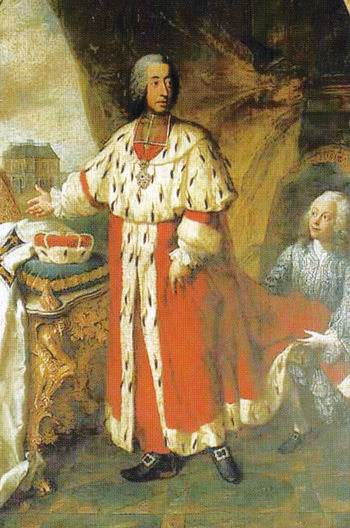
Clemens August von Bayern (1700–1761)

- Clemens Franz de Paula von Bayern (1722–1770), Prinz von Bayern, kurbayerischer Thronfolger
- Clemens II. (1005–1047), Papst (1046–1047)
- Clemens III. († 1191), Papst (1187–1191)
- Clemens III. († 1100), Gegenpapst
- Clemens IV. († 1268), Papst (1265–1268)
- Clemens IX. (1600–1669), Papst (1667–1669)
- Clemens non Papa, Jacobus, franko-flämischer Komponist und Sänger der Renaissance
- Clemens V. († 1314), französischer Geistlicher, Papst (vom 5. Juni 1305 bis zum 20. April 1314)
- Clemens VI. († 1352), Papst (1342–1352)
- Clemens VII. (1342–1394), Gegenpapst (1378–1394)
- Clemens VII. (1478–1534), Papst (1523–1534)Clemens VII. (1478–1534)

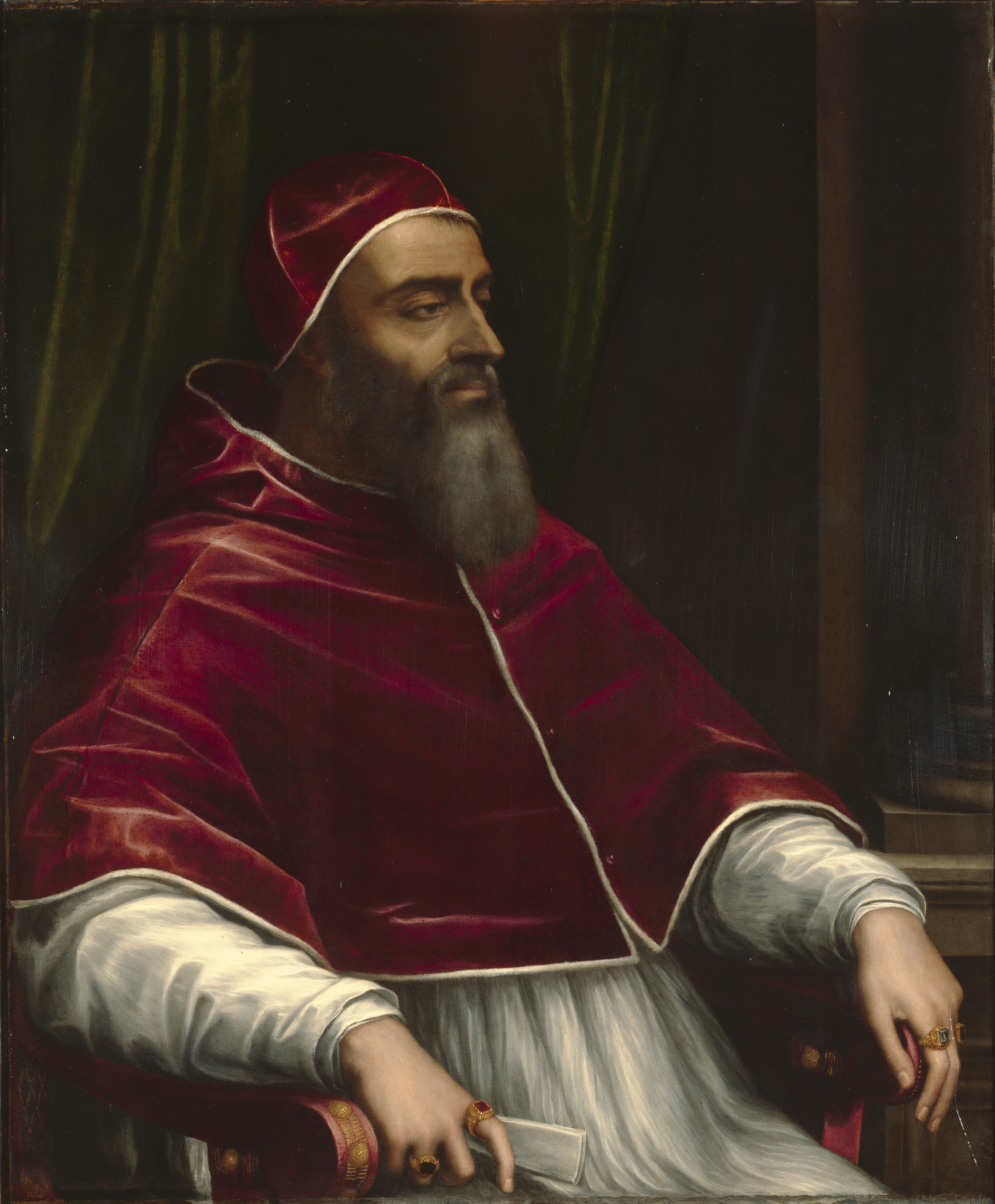
Clemens VII. (1478–1534)

- Clemens VIII. (1369–1446), Gegenpapst
- Clemens VIII. (1536–1605), Papst (1592–1605)
- Clemens von Alexandria, griechischer Theologe
- Clemens von Irland, iroschottischer Mönch
- Clemens von Metz, Bischof von Metz
- Clemens von Rom, frühchristlicher Bischof von Rom und einer der Apostolischen Väter
- Clemens von Sardes, Jünger Jesu
- Clemens von Smolensk († 1164), Metropolit von Kiew
- Clemens Wenzeslaus von Sachsen (1739–1812), letzter Kurfürst von Trier
- Clemens X. (1590–1676), Papst (1670–1676)
- Clemens XI. (1649–1721), Papst (1700–1721)
- Clemens XII. (1652–1740), Papst (1730–1740)
- Clemens XIII. (1693–1769), Papst (1758–1769)
- Clemens XIV. (1705–1774), Papst
- Clemens, Adelaide (* 1989), australische SchauspielerinAdelaide Clemens (* 1989)

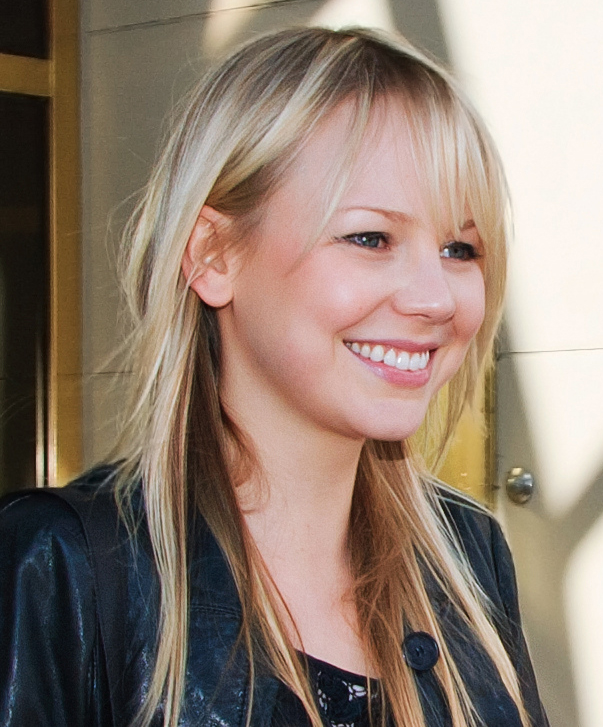
Adelaide Clemens (* 1989)

- Clemens, Adolf (1909–1942), deutscher Chorleiter, Chorkomponist und Kompositionslehrer
- Clemens, Adolf (1942–2021), deutscher Fotograf
- Clemens, Andreas (1742–1815), siebenbürgischer Pfarrer, Grammatiker, Lexikograf und Rumänist
- Clemens, Andreas (* 1966), deutscher Arzt und Forscher
- Clemens, Benjamin (1875–1957), britischer Bildhauer
- Clemens, Björn (* 1967), deutscher Rechtsanwalt und Publizist
- Clemens, Brian (1931–2015), britischer Drehbuchautor und Filmproduzent
- Clemens, Carlo (* 1989), deutscher Politiker (AfD), Mitglied des Landtags von NRW
- Clemens, Carsten (* 1979), deutscher Schauspieler
- Clemens, Cassius (1953–2025), deutscher Clubbetreiber, Unternehmer und Musiklabel-Inhaber aus dem Saarland
- Clemens, Christian (* 1940), deutscher Schachspieler und Hochschullehrer
- Clemens, Christian (* 1991), deutscher Fußballspieler
- Clemens, Clara (1874–1962), amerikanische Konzertsängerin
- Clemens, Claudia, österreichische Theaterschauspielerin und Hörspielsprecherin
- Clemens, Conrad (* 1983), deutscher Politiker (CDU)Conrad Clemens (* 1983)

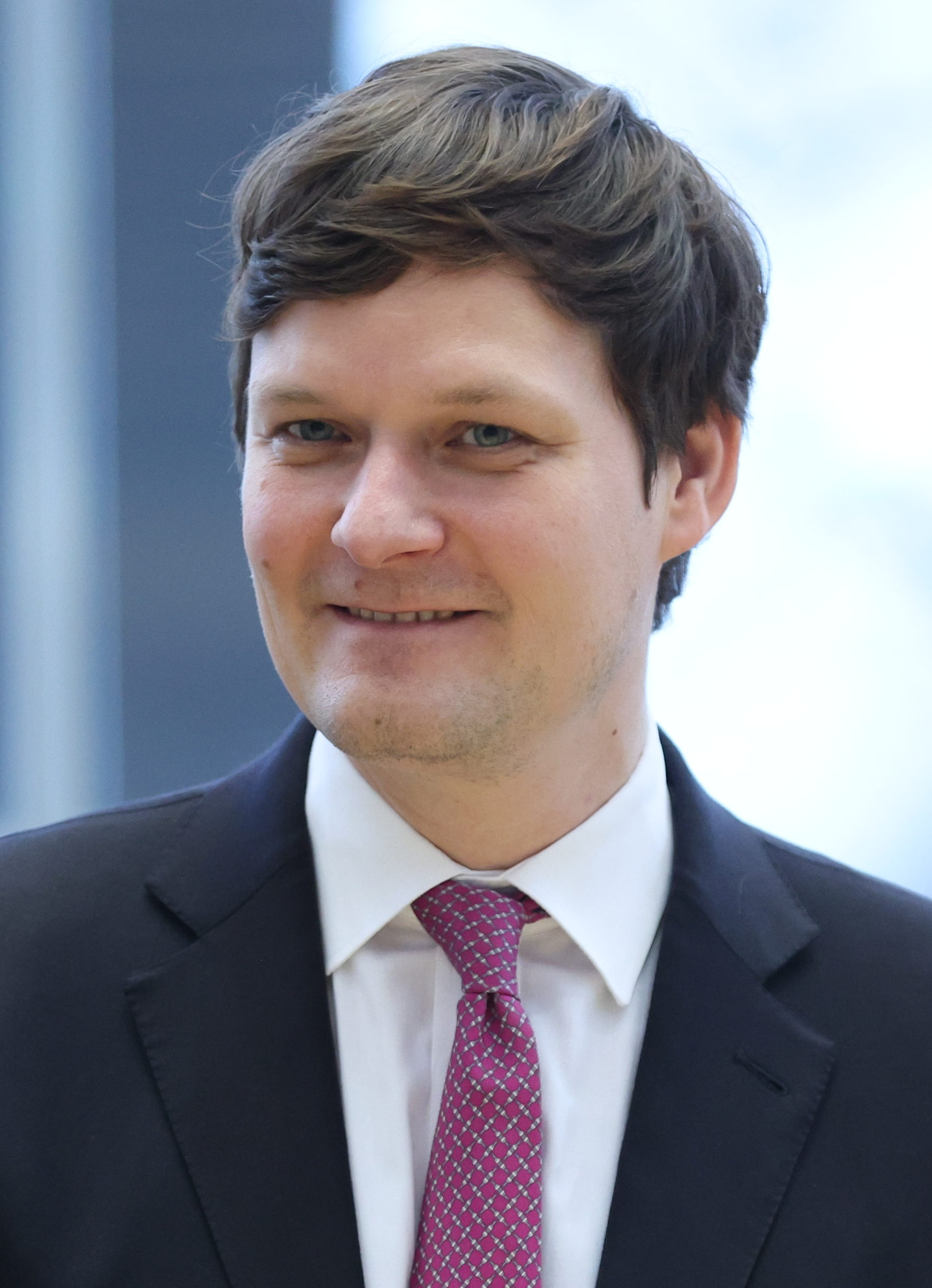
Conrad Clemens (* 1983)

- Clemens, Elvira (1878–1951), österreichische Theaterschauspielerin
- Clemens, Franz Jakob (1815–1862), deutscher Philosoph und Schriftsteller
- Clemens, Gabriel (* 1983), deutscher Dartspieler
- Clemens, Gabriele (* 1953), deutsche Historikerin
- Clemens, Gabriele B. (* 1961), deutsche Historikerin
- Clemens, Günter (1925–2010), deutscher Bauingenieur und Hochschullehrer
- Clemens, Günter (1941–2016), deutscher Theater- und Fernsehschauspieler
- Clemens, Hans (1890–1958), deutschamerikanischer Opernsänger (Tenor) und Gesangspädagoge
- Clemens, Herbert (* 1939), US-amerikanischer Mathematiker
- Clemens, Jeremiah (1814–1865), US-amerikanischer Politiker (Demokratische Partei)
- Clemens, Joachim (1931–2018), deutscher Jurist und Politiker (CDU), MdB
- Clemens, Johann Friderich (1749–1831), dänischer Kupferstecher deutscher Herkunft
- Clemens, Johannes (1902–1976), deutscher Angehöriger mehrerer Geheimdienste
- Clemens, John D. (* 1949), US-amerikanischer Mediziner
- Clemens, Josef (* 1947), deutscher Geistlicher, römisch-katholischer KurienbischofJosef Clemens (* 1947)

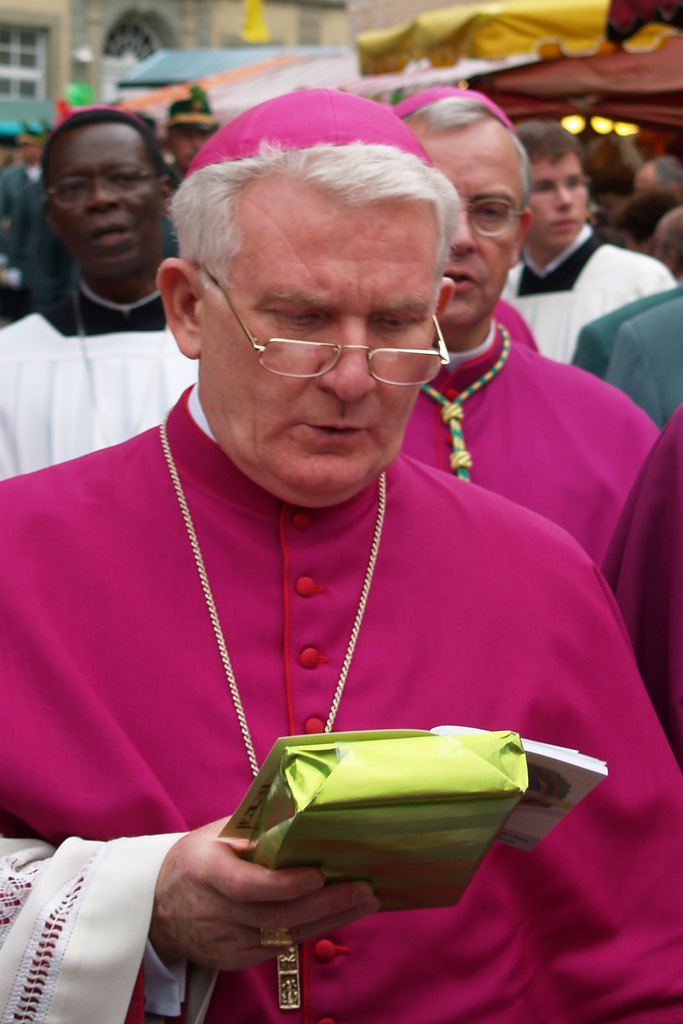
Josef Clemens (* 1947)

- Clemens, Klaus (1908–1930), deutscher SA-Mann, welcher bei einer Demonstration zwischen Kommunisten und Nationalsozialisten erschossen wurde
- Clemens, Kurt (1925–2021), saarländischer und deutscher Fußballspieler
- Clemens, Lieselotte (1920–2011), deutsche Schriftstellerin und Sachbuchautorin
- Clemens, Lukas (* 1961), deutscher Historiker
- Clemens, Martin (* 1939), deutscher Politiker (CDU), MdV, MdL
- Clemens, Mathias (1915–2001), luxemburgischer Radrennfahrer
- Clemens, Michael (* 1968), deutscher Eishockeyspieler
- Clemens, Michael A., US-amerikanischer Ökonom
- Clemens, Oliver (* 1973), deutscher Schauspieler
- Clemens, Oskar (1873–1957), deutscher Jurist und Bezirksoberamtmann in Gunzenhausen
- Clemens, Otto (* 1946), österreichischer Schauspieler, Fernsehsprecher
- Clemens, Peter (1905–1981), deutscher Politiker (CDU), MdL
- Clemens, Peter (* 1948), deutscher Arzt
- Clemens, Pierre (1913–1963), luxemburgischer Radrennfahrer
- Clemens, Reinhard (* 1960), deutscher Manager
- Clemens, Roger (* 1962), US-amerikanischer BaseballspielerRoger Clemens (* 1962)

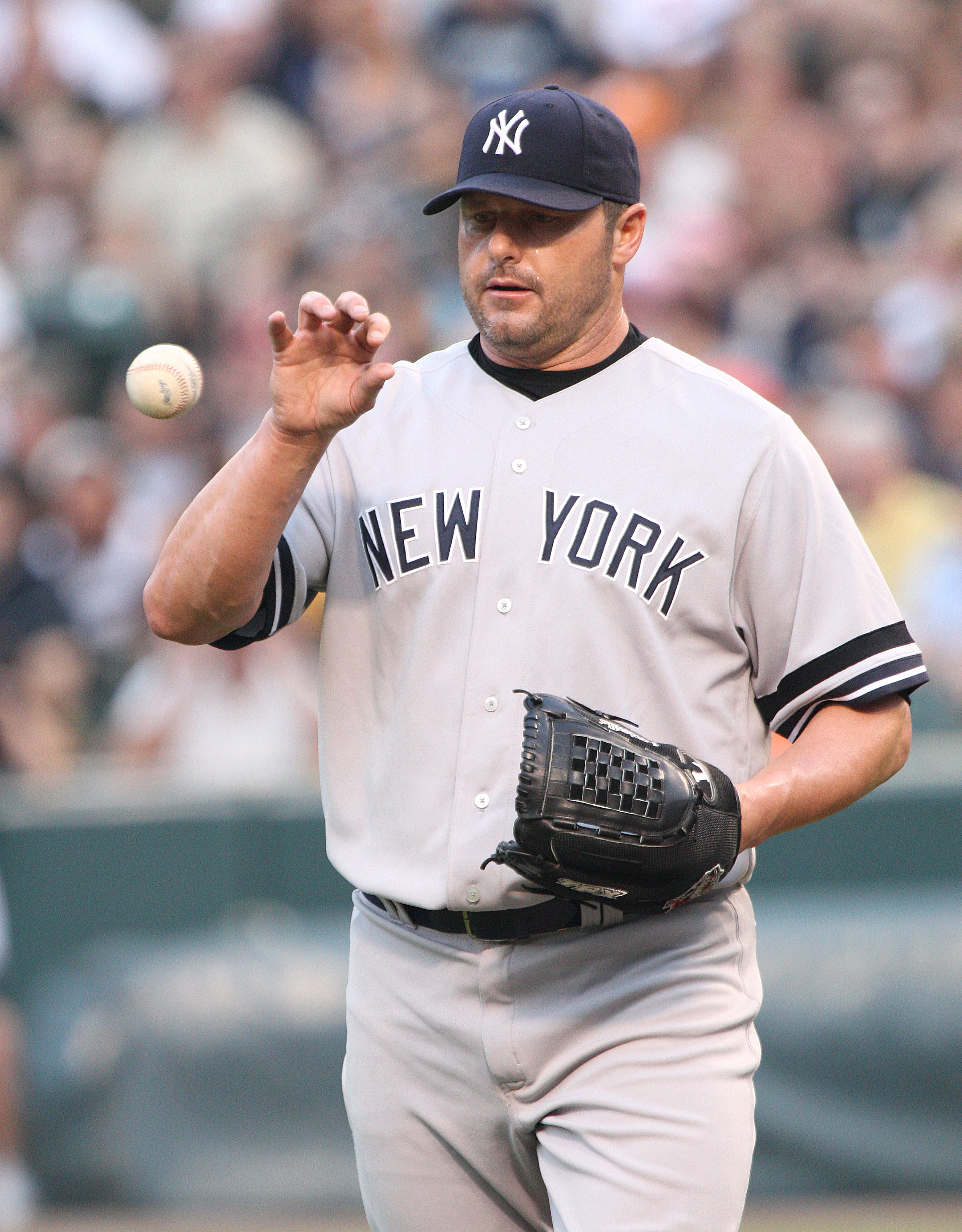
Roger Clemens (* 1962)

- Clemens, Roman (1910–1992), deutscher Bühnenbildner und Gestalter
- Clemens, Rudolf (1920–2004), deutscher Fußballspieler
- Clemens, Rudolf (1922–2000), deutscher Politiker (SPD), MdBB
- Clemens, Sherrard (1820–1881), US-amerikanischer Politiker
- Clemens, Silja (* 1975), deutsche Drehbuchautorin
- Clemens, Terentius, römischer Jurist
- Clemens, Thomas (* 1948), deutscher Jurist
- Clemens, Thomas (* 1970), österreichischer Schauspieler
- Clemens, Tom (* 1976), britischer Biathlet
- Clemens, Werner (* 1924), deutscher Fußballspieler
- Clemens, Wilhelm (1847–1934), deutscher Maler sowie Kunstsammler und -mäzen
- Clemens, William A. (1932–2020), US-amerikanischer Paläontologe
- Clemens, Wolfgang (* 1941), deutscher Weltumsegler und Buchautor
- Clemensen, Hans Henrik (* 1948), dänischer Schauspieler
- Clemenson, Christian (* 1958), US-amerikanischer Schauspieler

###### Clement
- Clement († 1258), schottischer Ordensgeistlicher
- Clément, Adolphe (1855–1928), französischer Ingenieur, Erfinder und Industrieller
- Clement, Albert (1849–1928), deutscher Kaufmann und Bürgermeister von Rostock
- Clément, Albert (1880–1955), französischer Autorennfahrer
- Clément, Albert (1883–1907), französischer Automobilrennfahrer
- Clément, Anouck (* 2001), französische Handball- und Beachhandballspielerin
- Clément, Arnaud (* 1977), französischer TennisspielerArnaud Clément (* 1977)

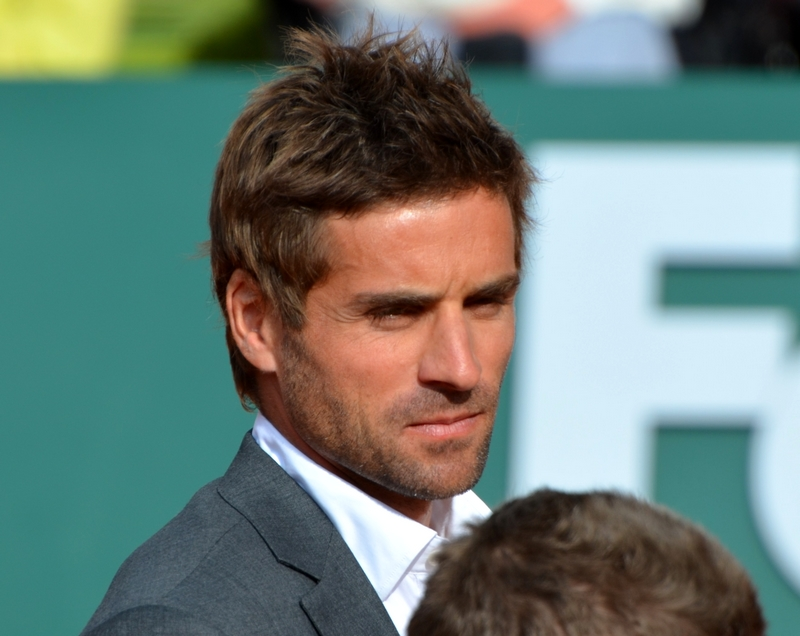
Arnaud Clément (* 1977)

- Clément, Arthur-Edmund (* 1859), Fotograf
- Clément, Athénaïs (1869–1935), Schweizer Begründerin von Kinderkrippen
- Clément, Aurore (* 1945), französische Schauspielerin
- Clement, Bernd (* 1948), deutscher Pharmazeut, Chemiker und Hochschullehrer
- Clément, Bertha (1852–1930), deutsche Schriftstellerin
- Clement, Bill (* 1950), kanadischer Eishockeyspieler und Sportkommentator
- Clement, Bob (* 1943), US-amerikanischer Politiker
- Clément, Catherine (* 1939), französische Schriftstellerin, Feministin, Philosophin und Psychologin
- Clement, Christian (* 1968), deutscher Hochschullehrer, Autor und Herausgeber
- Clement, Christophe (* 1965), französischer Pferderennsporttrainer
- Clément, Coralie (* 1978), französische Sängerin
- Clement, Corey (* 1994), US-amerikanischer American-Football-Spieler
- Clément, David (1701–1760), deutscher Pfarrer und Bibliograph
- Clement, Dawn (* 1978), amerikanische Jazzmusikerin
- Clement, Dick (* 1937), britischer Drehbuchautor und Filmregisseur
- Clement, Doug (* 1933), kanadischer Sprinter und Mittelstreckenläufer
- Clement, Elspeth (* 1956), australische Hockeyspielerin
- Clément, Félix Auguste (1826–1888), französischer Maler des Orientalismus
- Clément, François (1714–1793), französischer Benediktiner-Mönch der Mauriner-Kongregation, Chronist und Historiker
- Clement, Frank (1888–1970), britischer Autorennfahrer
- Clement, Frank (* 1952), britischer Mittel- und Langstreckenläufer
- Clement, Frank G. (1920–1969), US-amerikanischer Politiker
- Clement, Franz (1780–1842), österreichischer Violinist, Komponist und Dirigent
- Clement, Fritz (1926–2004), deutscher SED-Funktionär und Generalmajor der NVA in der DDR
- Clement, Gerhard (1938–2023), deutscher Fußballspieler
- Clément, Gilles (* 1943), französischer Gartenarchitekt
- Clement, Hal (1922–2003), US-amerikanischer Science-Fiction-Schriftsteller
- Clement, Herma (1898–1973), deutsche Film- und Bühnen-Schauspielerin und Schauspiellehrerin
- Clément, Hugo (* 1989), französischer Journalist und Tierschutzaktivist
- Clement, Inge (* 1977), belgische Judoka
- Clement, Jack (1931–2013), US-amerikanischer Country-Musik-Produzent
- Clément, Jacques (1567–1589), französischer Dominikaner und AttentäterJacques Clément (1567–1589)

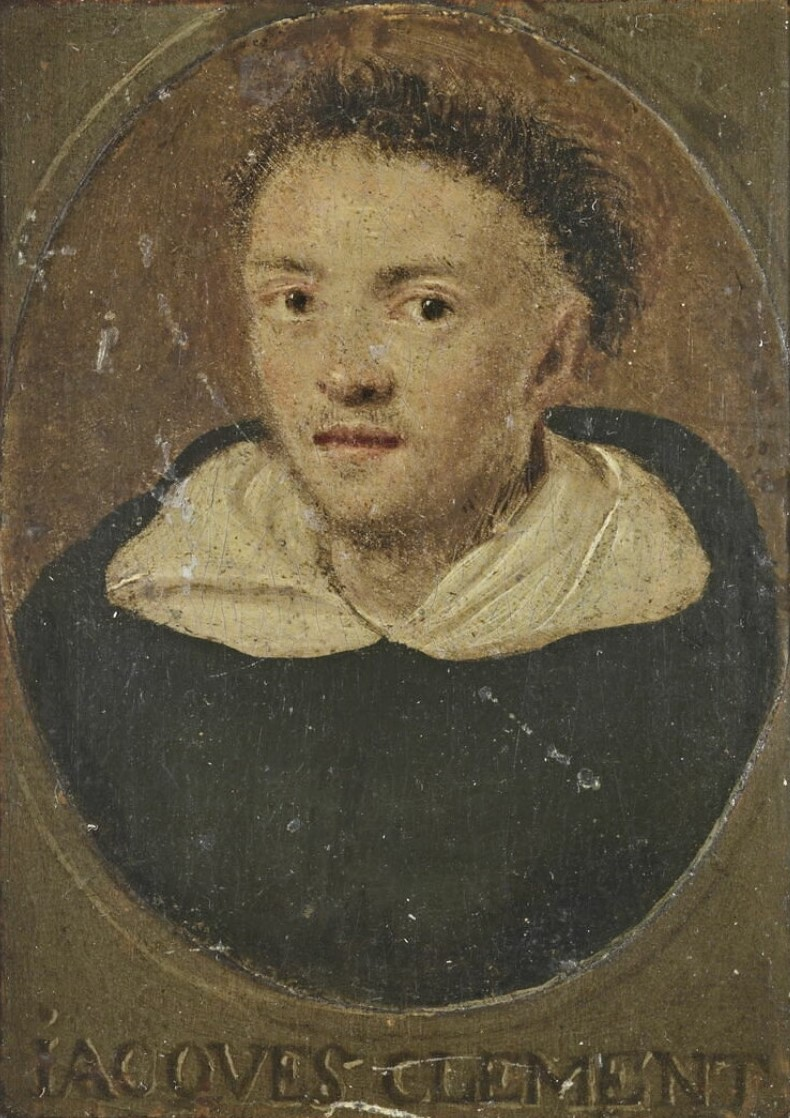
Jacques Clément (1567–1589)

- Clément, Jean Pierre (1809–1870), französischer Historiker und Staatsökonom
- Clément, Jean-Baptiste (1836–1903), französischer Chansonnier und Kommunarde
- Clément, Jean-Marie-Bernard (1742–1812), französischer Dichter, Literaturkritiker und Übersetzer
- Clément, Jean-Michel (* 1954), französischer Rechtsanwalt und Politiker (LT)
- Clement, Jemaine (* 1974), neuseeländischer Musiker, Schauspieler, Regisseur, Produzent, Komiker und AutorJemaine Clement (* 1974)

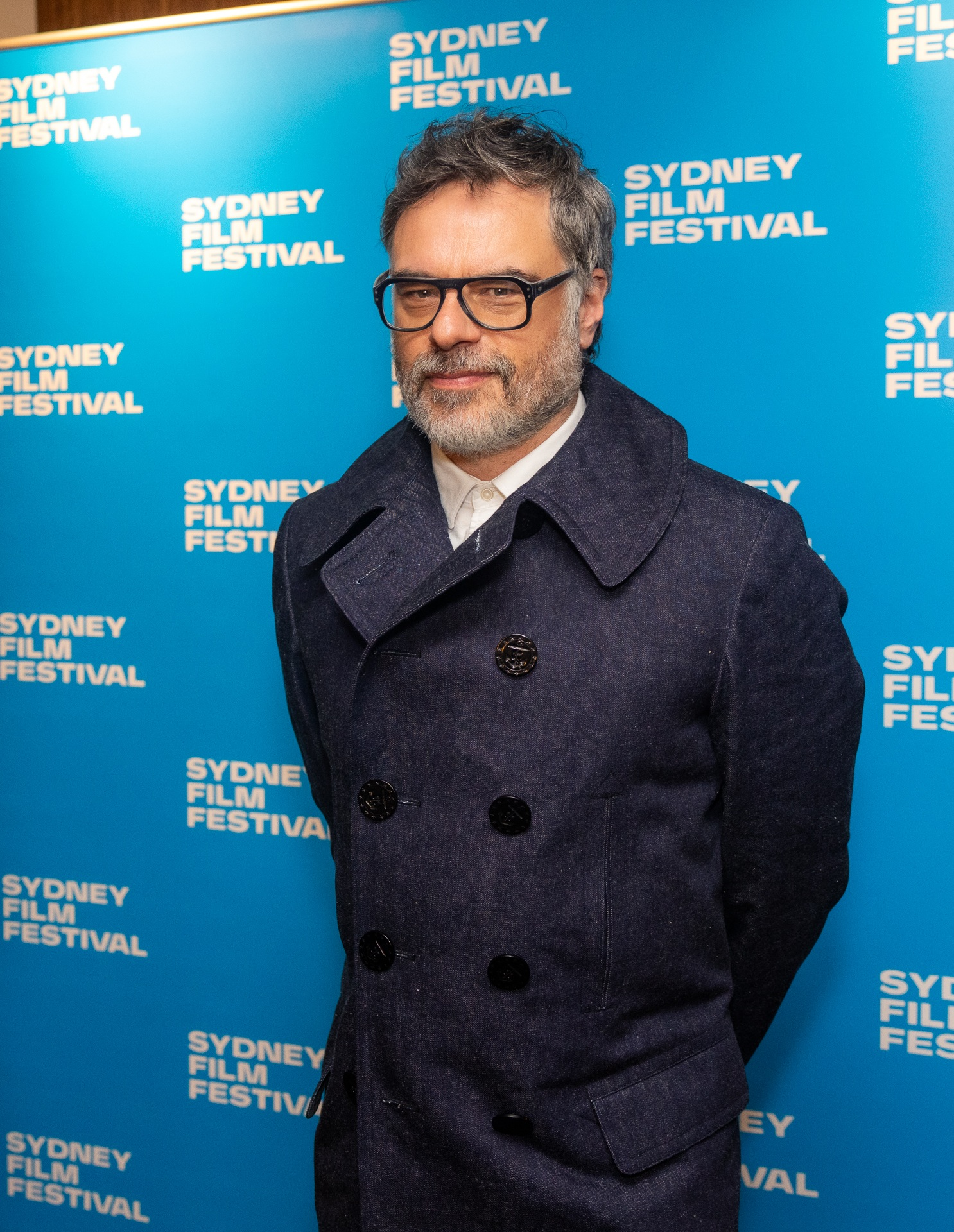
Jemaine Clement (* 1974)

- Clement, Jennifer (* 1960), US-amerikanische Autorin
- Clément, Jérémy (* 1984), französischer Fußballspieler
- Clément, Jérôme (* 1945), französischer Jurist, Politikwissenschaftler und Präsident des deutsch-französischen Fernsehsenders ARTE
- Clement, Johann Georg (1710–1794), deutscher Kirchenmusiker und Komponist
- Clement, Joseph (1779–1844), britischer Ingenieur und Industrieller
- Clément, Karen (* 1999), französische Skirennläuferin
- Clement, Kerron (* 1985), US-amerikanischer Leichtathlet
- Clement, Knut Jungbohn (1803–1873), deutscher Schriftsteller
- Clement, Krass (* 1946), dänischer Fotograf
- Clément, Logan (* 2000), Schweizer Fussballspieler
- Clement, Louisa (* 1987), deutsche Künstlerin
- Clément, Ludovic (* 1976), französischer Fußballspieler
- Clément, Mariame (* 1974), französische Opernregisseurin
- Clement, Mathieu (* 2001), luxemburgischer Jazzmusiker (Schlagzeug, Vibraphon, Komposition)
- Clement, Michel (* 1971), niederländischer Ökonom und Hochschullehrer (Universität Hamburg)
- Clement, Neil (* 1978), englischer Fußballspieler
- Clément, Nicolas (1779–1841), französischer Chemiker und Physiker
- Clément, Olivier (1921–2009), französischer orthodoxer Theologe, Philosoph und Historiker
- Clément, Pascal (1945–2020), französischer Politiker, Mitglied der Nationalversammlung
- Clement, Paul (* 1966), US-amerikanischer Jurist, Hochschullehrer und ehemaliger United States Solicitor General
- Clement, Paul (* 1972), englischer Fußballtrainer
- Clement, Pelle (* 1996), niederländischer Fußballspieler
- Clement, Percival W. (1846–1927), US-amerikanischer Politiker und Gouverneur des Bundesstaates Vermont (1919–1921)
- Clement, Peter (* 1948), englischer Ornithologe, Autor, Naturfotograf und Naturschützer
- Clement, Philippe (* 1974), belgischer Fußballspieler und -trainer
- Clément, René (1913–1996), französischer FilmregisseurRené Clément (1913–1996)

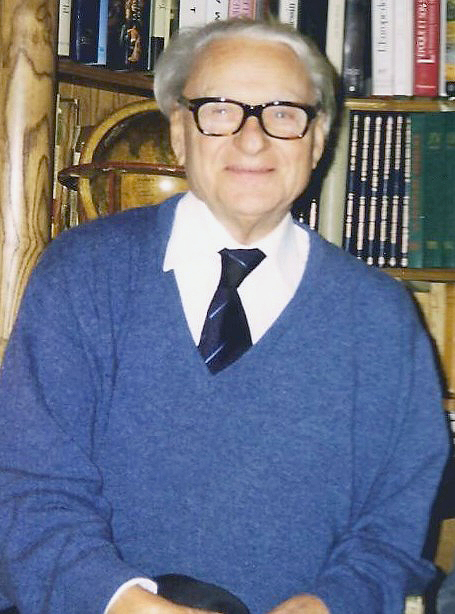
René Clément (1913–1996)

- Clement, Rolf (* 1953), deutscher Journalist, Publizist und Sicherheitsexperte
- Clement, Stef (* 1982), niederländischer Radrennfahrer
- Clément, Stéphanie, französische Illustratorin und Regisseurin
- Clement, Susana (* 1989), kubanische Sprinterin
- Clément, Suzanne (* 1969), kanadische Filmschauspielerin
- Clement, Sven (* 1989), luxemburgischer Politiker
- Clement, Ulrich (* 1950), deutscher Psychologe, Psychotherapeut und Sexualwissenschaftler
- Clement, Ute (* 1964), deutsche Pädagogin
- Clement, Werner (* 1941), österreichischer Ökonom und Hochschullehrer
- Clement, Wolfgang (1940–2020), deutscher Politiker (SPD), Bundesminister für Wirtschaft und ArbeitWolfgang Clement (1940–2020)

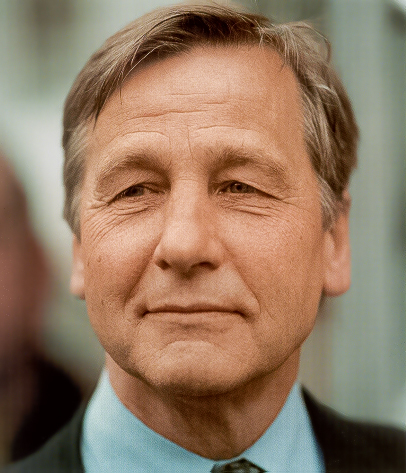
Wolfgang Clement (1940–2020)

- Clement-Jones, Timothy, Baron Clement-Jones (* 1949), britischer Politiker (Liberal Democrats)
- Clément-Maurice (1853–1933), französischer Fotograf, Regisseur, Filmproduzent und Drehbuchautor
- Clément-Simon, Louis Frédéric (1873–1934), französischer Diplomat
- Clemente, Francesco (* 1952), italienisch-US-amerikanischer Künstler der italienischen Transavantgarde
- Clemente, Franck (* 1961), französischer Radrennfahrer
- Clemente, Javier (* 1950), spanischer Fußballspieler und -trainer
- Clemente, L. Gary (1908–1968), US-amerikanischer Jurist und Politiker
- Clemente, Ludovic (* 1986), andorranischer Fußballspieler
- Clemente, Manuel (* 1948), portugiesischer Geistlicher, Patriarch von Lissabon
- Clemente, Pia, philippinisch-amerikanische Filmproduzentin
- Clemente, Ramon di (* 1975), südafrikanischer Ruderer
- Clemente, Roberto (1934–1972), puerto-ricanischer und US-amerikanischer BaseballspielerRoberto Clemente (1934–1972)

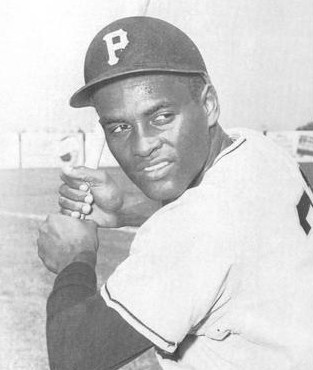
Roberto Clemente (1934–1972)

- Clemente, Steve (1882–1950), mexikanisch-US-amerikanischer Schauspieler
- Clémentel, Étienne (1864–1936), französischer Politiker, Mitglied der Nationalversammlung, Senator und Minister
- Clementi, Aldo (1925–2011), italienischer Komponist
- Clementi, Anja (* 1971), deutsche Schauspielerin, Sängerin und Musicaldarstellerin
- Clementi, Anna (* 1958), italienisch-schwedische Sängerin
- Clementi, Cecil (1875–1947), britischer Kolonialgouverneur
- Clementi, Enrico (1931–2021), italienischer Chemiker
- Clementi, Georg (* 1969), italienischer Theaterschauspieler, Theaterregisseur und Liedermacher
- Clementi, Giuseppe (1812–1873), italienischer Botaniker
- Clementi, Hemma (* 1968), österreichische Schauspielerin
- Clementi, Luigi (1794–1869), italienischer Geistlicher und römisch-katholischer Bischof von Rimini
- Clementi, Muzio (1752–1832), klassischer Komponist
- Clémenti, Pierre (1942–1999), französischer Schauspieler
- Clementia von Zähringen, durch Heirat Herzogin von Sachsen und BayernClementia von Zähringen

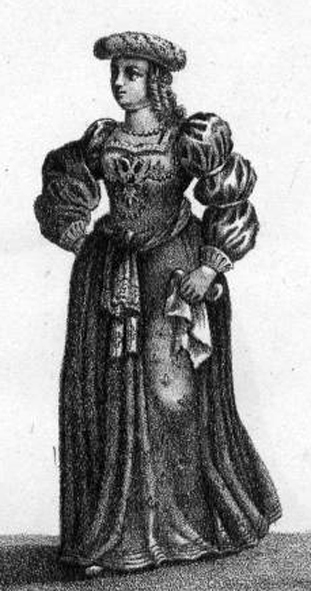
Clementia von Zähringen

- Clementina von Hessen-Rotenburg (1747–1813), Äbtissin im Karmeliterstift Jülich
- Clementine d’Orléans (1817–1907), Prinzessin von Frankreich
- Clementine von Belgien (1872–1955), Prinzessin von Belgien
- Clementine, Benjamin (* 1988), englischer Musiker und Songwriter
- Clementino (* 1982), italienischer Rapper
- Clementis, Vladimír (1902–1952), slowakischer Schriftsteller und Politiker
- Clements, Andrew Jackson (1832–1913), US-amerikanischer Politiker
- Clements, Bill (1917–2011), US-amerikanischer Politiker
- Clements, Bob (1866–1947), schottischer Fußballspieler
- Clements, Bruce (* 1931), US-amerikanischer Schriftsteller
- Clements, Charlie (* 1987), britischer Schauspieler
- Clements, Earle C. (1896–1985), US-amerikanischer Politiker
- Clements, Edith Schwartz (1874–1971), US-amerikanische Botanikerin und Illustratorin
- Clements, Ernie (1922–2006), britischer Radrennfahrer
- Clements, Evan (* 1947), britischer Autorennfahrer
- Clements, Frederic Edward (1874–1945), US-amerikanischer Botaniker und Universitätsprofessor
- Clements, Gabrielle D. (1858–1948), US-amerikanische Malerin
- Clements, Gilbert (1928–2012), kanadischer Politiker, Vizegouverneur von Prince Edward Island
- Clements, Grace (* 1984), britische Siebenkämpferin
- Clements, Isaac (1837–1909), US-amerikanischer Politiker
- Clements, James (1927–2005), US-amerikanischer Ornithologe
- Clements, John (1910–1988), britischer Schauspieler
- Clements, John Allen (1923–2024), US-amerikanischer Mediziner
- Clements, Jonathan (* 1971), britischer Autor und Drehbuchautor
- Clements, Judson C. (1846–1917), US-amerikanischer Politiker
- Clements, Kennedi (* 2007), kanadische Schauspielerin
- Clements, Nathaniel (1705–1777), irischer Politiker
- Clements, Newton Nash (1837–1900), US-amerikanischer Politiker
- Clements, Robert, 1. Earl of Leitrim (1732–1804), irischer Adliger und Politiker
- Clements, Ron (* 1953), US-amerikanischer Animator und RegisseurRon Clements (* 1953)

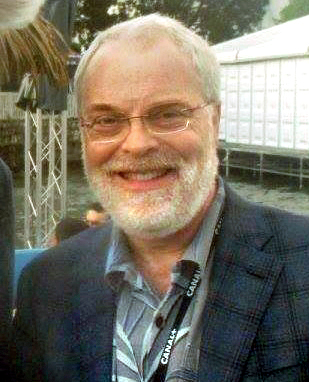
Ron Clements (* 1953)

- Clements, Roy (* 1946), britischer Theologe und Autor
- Clements, Sasha (* 1990), kanadische Schauspielerin
- Clements, Scott (* 1981), US-amerikanischer Pokerspieler
- Clements, Vassar (1928–2005), US-amerikanischer Fiddle-Spieler
- Clements, Zeke (1911–1994), US-amerikanischer Country-Musiker, Schauspieler und Song-Schreiber
- Clementschitsch, Arnold (1887–1970), österreichischer Maler
- Clementso, Ambros Alfred (1831–1900), Prämonstratenser und Abt des Klosters Tepl (1887–1900)
- Clementz, Heinrich (1859–1946), deutscher Arzt und Altphilologe
- Clementz, Hermann (1852–1930), deutscher Genre- und Porträtmaler

###### Clemenz
- Clemenz, Hermann (1846–1908), baltischer Schachspieler und Journalist
- Clemenz, Joseph Anton (1810–1872), Schweizer Politiker, Richter und Hotelier
- Clemenz, Manfred (* 1938), deutscher Soziologe, Sozialpsychologe, Psychotherapeut und Kunsthistoriker
- Clemenza, Luca (* 1997), italienischer Fußballspieler

##### Clemer
- Clemer, Hans, italienischer Maler

##### Clemet
- Clemet, Kristin (* 1957), norwegische konservative Politikerin und Ökonomin

#### Clemm
- Clemm, August von (1837–1910), deutscher Unternehmer und Politiker
- Clemm, Carl (1836–1899), deutscher Unternehmer und Politiker (NLP), MdR
- Clemm, Christian Gustav (1814–1866), deutscher Chemiker
- Clemm, Christina (* 1967), deutsche Juristin und AutorinChristina Clemm (* 1967)

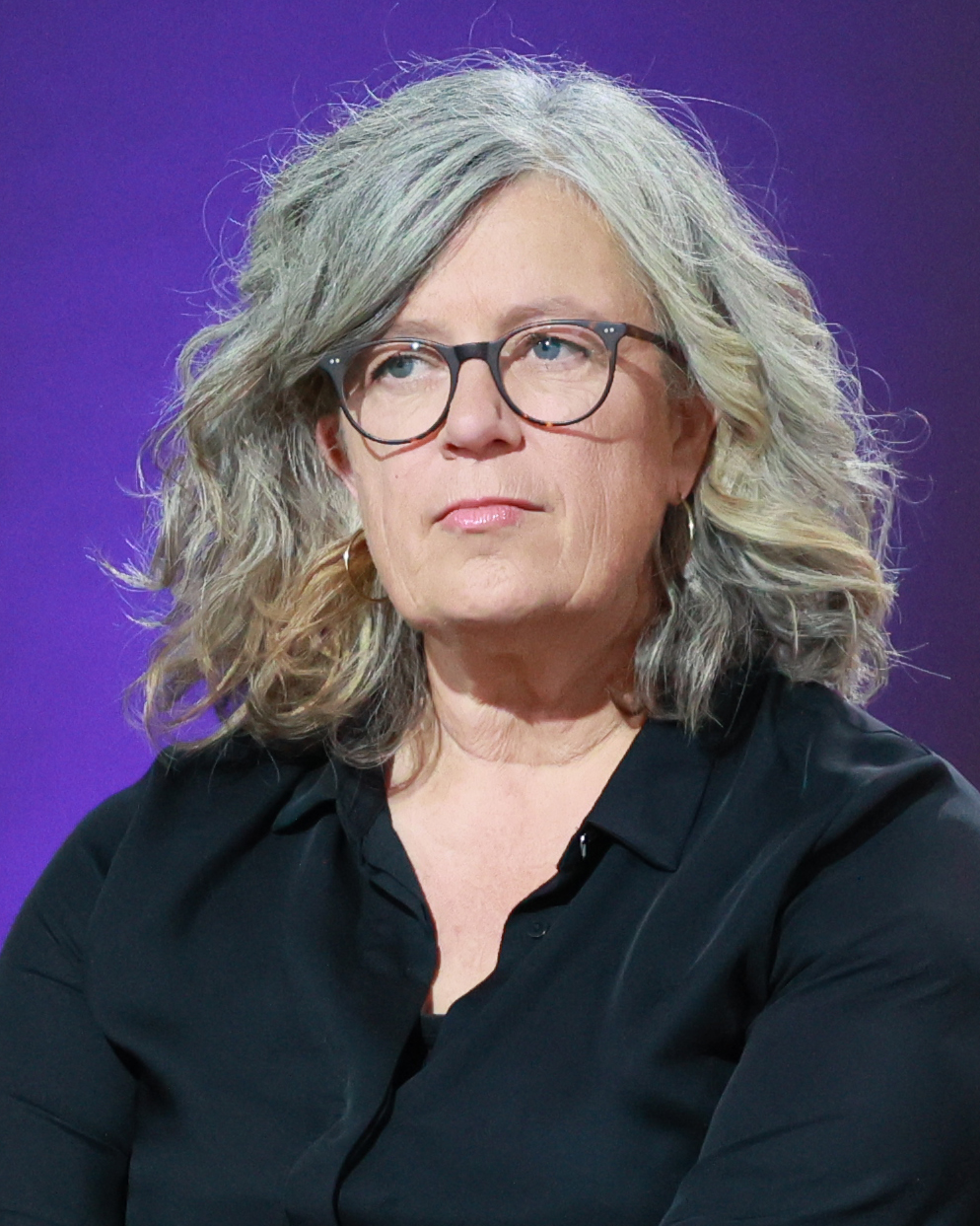
Christina Clemm (* 1967)

- Clemm, Heinrich Wilhelm († 1775), deutscher Theologe und Mathematiker
- Clemm, Konrad (1854–1930), badischer Beamter
- Clemm, Ludwig (1893–1975), deutscher Archivar
- Clemm, Wilhelm (1843–1883), deutscher klassischer Philologe
- Clemm-Lennig, Carl (1818–1887), deutsch-amerikanischer Chemiker und Industrieller
- Clemmensen, Ejgil (1890–1932), dänischer Ruderer
- Clemmensen, Erik Christian (1876–1941), dänisch-US-amerikanischer Chemiker
- Clemmensen, Niels (1900–1950), dänischer Komponist und Pianist
- Clemmensen, Poul (1922–1998), dänischer Schauspieler
- Clemmensen, Scott (* 1977), US-amerikanischer Eishockeyspieler

#### Clemo
- Clemons, Ant (* 1991), US-amerikanischer R&B-Musiker
- Clemons, Christina (* 1990), US-amerikanische Hürdenläuferin
- Clemons, Clarence (1942–2011), US-amerikanischer SaxophonistClarence Clemons (1942–2011)

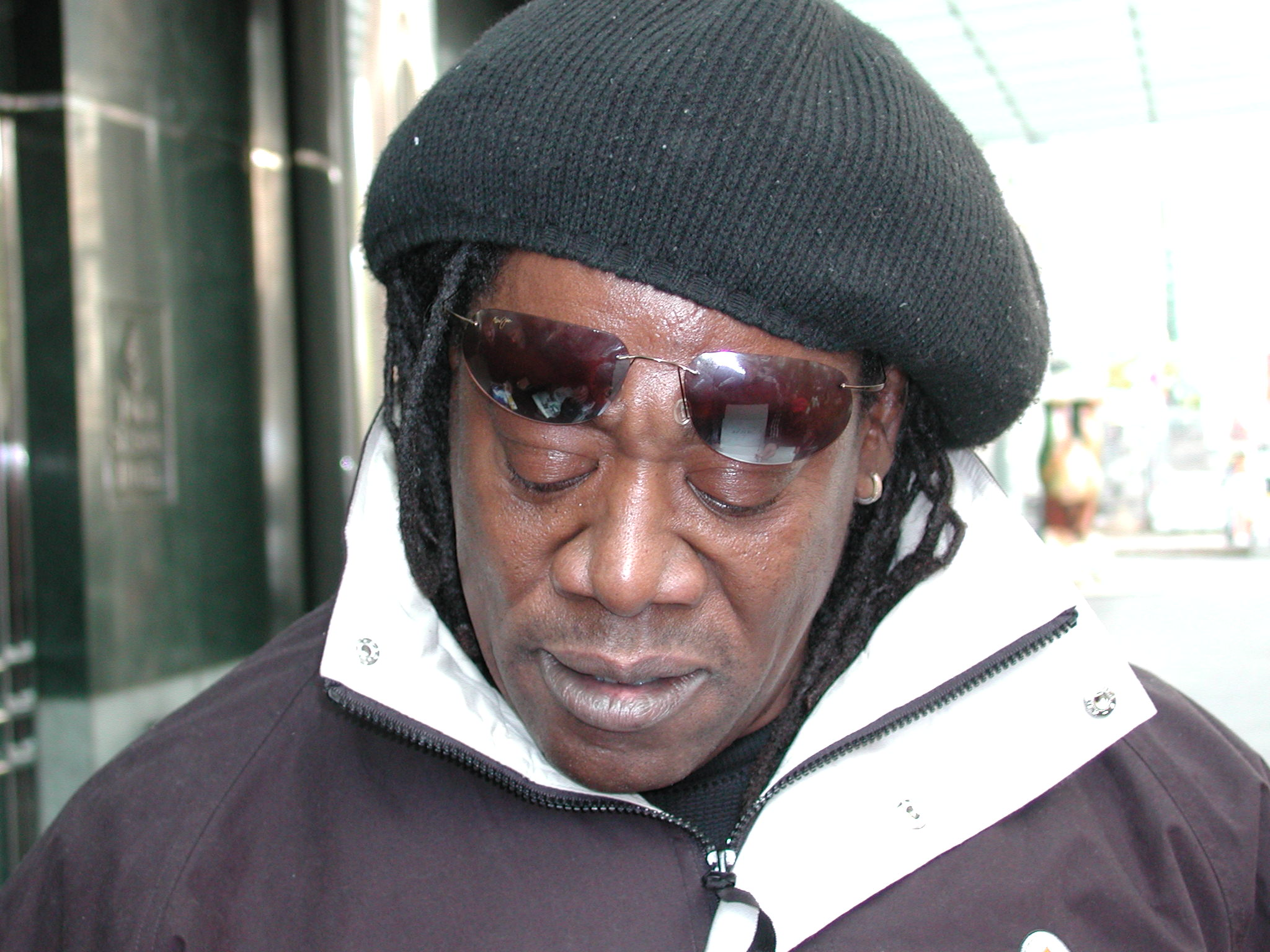
Clarence Clemons (1942–2011)

- Clemons, Dwayne (* 1963), US-amerikanischer Jazzmusiker (Trompete)
- Clemons, Kiersey (* 1993), US-amerikanische Schauspielerin und Sängerin
- Clemons, Kyle (* 1990), US-amerikanischer Sprinter
- Clemons, Malcolm (* 2002), US-amerikanischer Weitspringer
- Clemons, Zeke, US-amerikanischer Country-Musiker

#### Clemp
- Clempson, Clem (* 1949), britischer Gitarrist
- Clempson, Frank (1930–1970), englischer Fußballspieler

#### Clems
- Clemson, Thomas Green (1807–1888), US-amerikanischer Politiker, Gründer der Clemson University

### Clen
- Clenck, Rudolf (1528–1578), deutscher katholischer Theologe
- Clendenin, Bob (* 1964), US-amerikanischer Schauspieler
- Clendenin, David, US-amerikanischer Politiker
- Clendening, Adam (* 1992), US-amerikanischer Eishockeyspieler
- Clendennen, John, irischer Politiker
- Clendenon, Donn (1935–2005), US-amerikanischer Baseballspieler
- Clendinnen, Inga (1934–2016), australische Historikerin, Anthropologin, Intellektuelle und Autorin
- Clénin, Céline (* 1973), Schweizer Jazzmusikerin (Saxophon), Chorleiterin und Stimmtherapeutin
- Clénin, Walter (1897–1988), Schweizer Künstler und Professor für bildende Kunst
- Clennell, Luke (1781–1840), englischer Holzschneider und Maler
- Clennon, David (* 1943), US-amerikanischer Schauspieler
- Clenock, Maurice († 1581), walisischer katholischer Priester, Rektor des English College, Rom
- Clentzos, Peter (1909–2006), US-amerikanisch-griechischer Stabhochspringer

### Cleo
- Cleo, Mathematiker und Softwareentwickler
- Cléo (* 1946), französische Sängerin
- Cleo (* 1983), polnische PopsängerinCleo (* 1983)

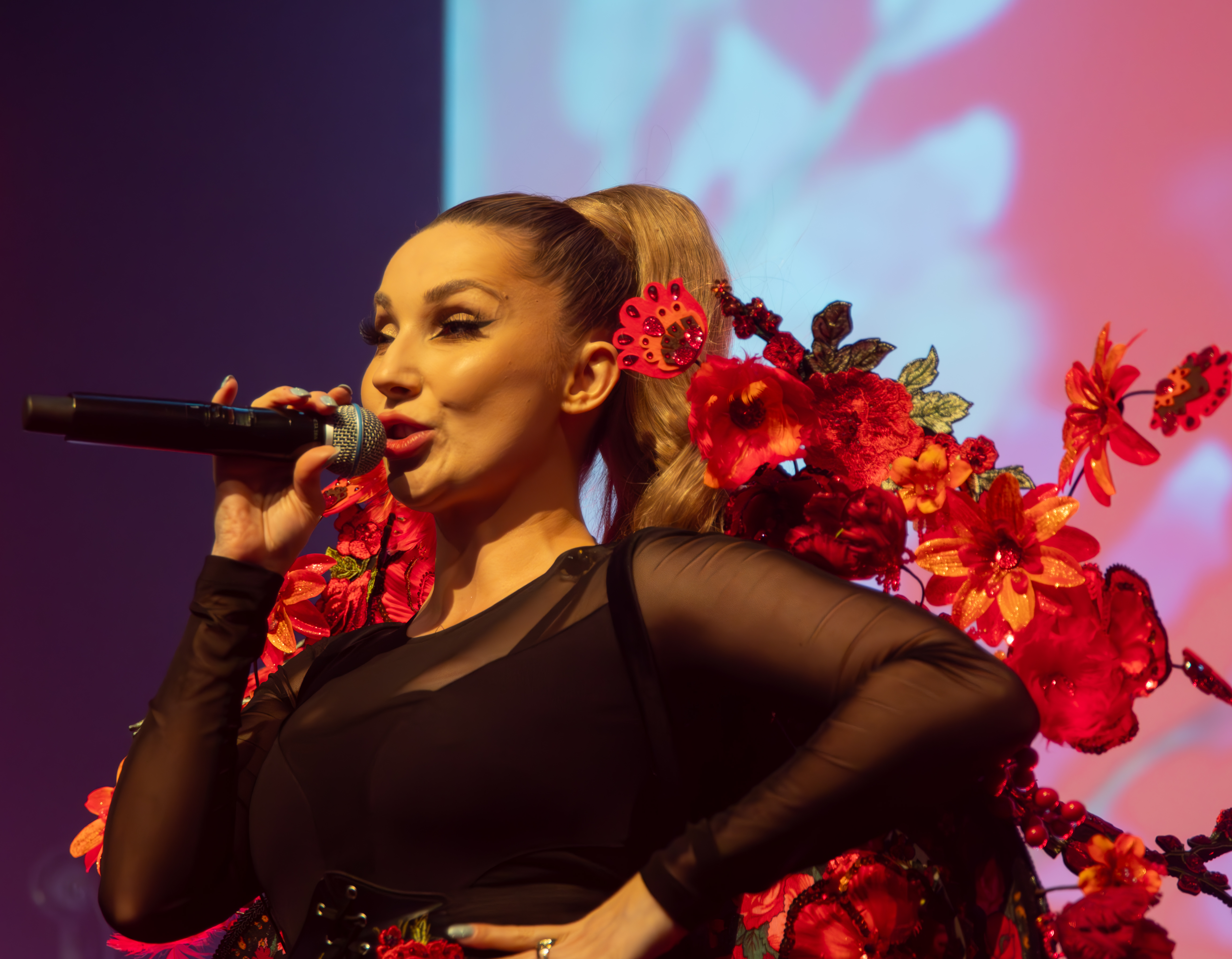
Cleo (* 1983)

- Cleobury, Stephen (1948–2019), britischer Organist, Dirigent und Chorleiter
- Cleonides, altgriechischer Musikwissenschaftler
- Cleopatra (* 1963), griechische Popsängerin
- Cleophas, Catherine (* 1980), deutsche Wirtschaftsinformatikerin

### Clep
- Cleph († 574), König der Langobarden
- Cleppe, Roxane (* 2001), belgische Leichtathletin

### Cler
- Cler, Louis (1905–1950), französischer Fußballspieler
- Cler, Tim de (* 1978), niederländischer Fußballspieler
- Clérambault, Gaëtan Gatian de (1872–1934), französischer Gerichtspsychiater, Ethnologe und Fotograf
- Clérambault, Jules de (1660–1714), französischer römisch-katholischer Geistlicher, Kommendatarabt und Mitglied der Académie française
- Clérambault, Louis-Nicolas (1676–1749), französischer Violinist und Komponist des BarockLouis-Nicolas Clérambault (1676–1749)

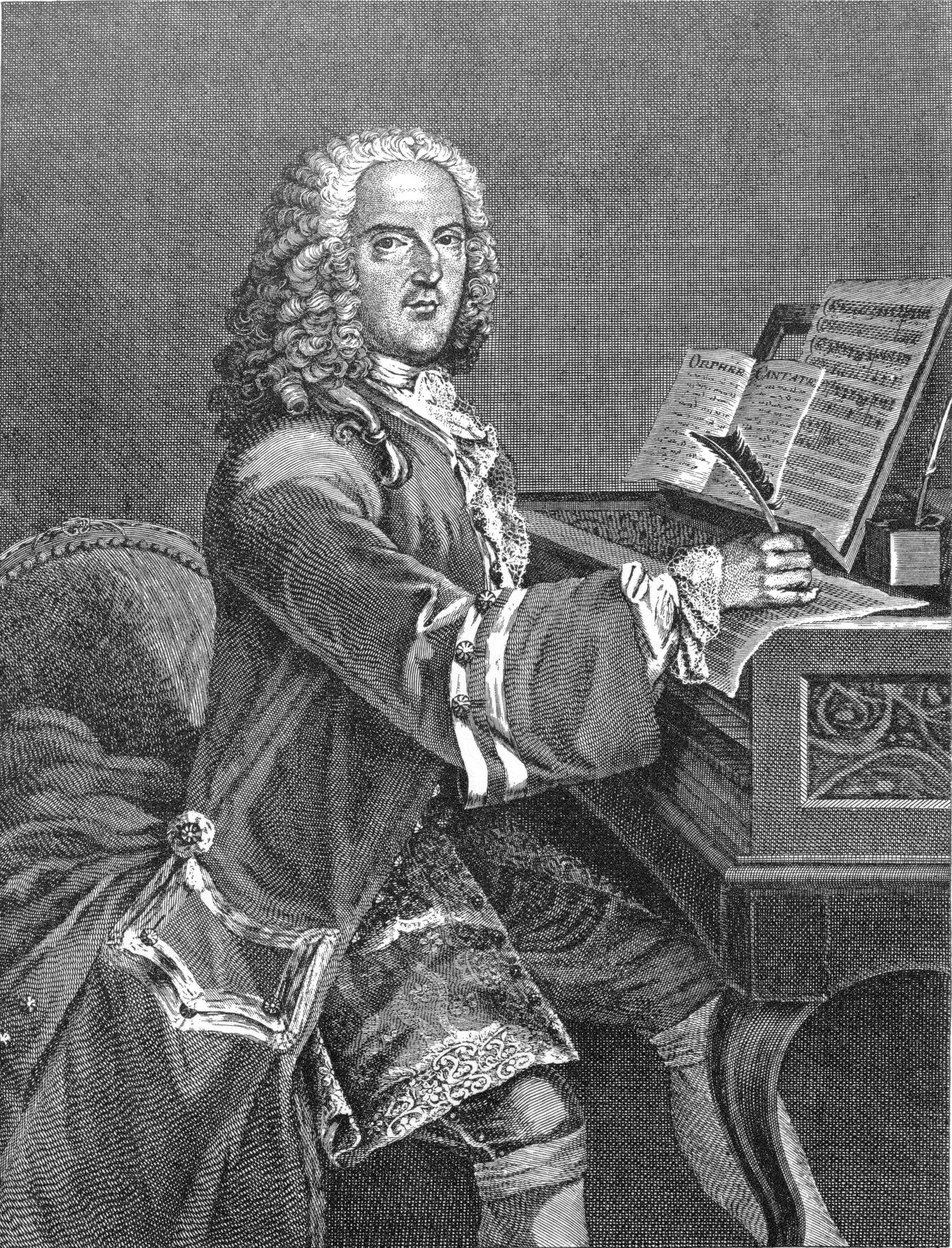
Louis-Nicolas Clérambault (1676–1749)

- Clerc de Picardie, Guillaume le, Autor
- Clerc, Albert (1830–1918), französischer Schachspieler
- Clerc, Alix Le (1576–1622), französische Ordensschwester, Selige
- Clerc, André Daniel (* 1903), Schweizer Missionar im südlichen Afrika
- Clerc, Aurélien (* 1979), Schweizer Radrennfahrer
- Clerc, Blaise (1911–2001), Schweizer Politiker (LPS)
- Clerc, Charles (* 1943), Schweizer Journalist und Moderator
- Clerc, Charly (1882–1958), Schweizer Autor französischer Sprache, Theologe, Philologe, Romanist, Literaturwissenschaftler und Übersetzer
- Clerc, Émile (* 1934), französischer Ruderer
- Clerc, François (* 1983), französischer Fußballspieler
- Clerc, John Auguste (1857–1898), Schweizer Politiker
- Clerc, José Luis (* 1958), argentinischer Tennisspieler
- Clerc, Julien (* 1947), französischer Sänger und SongschreiberJulien Clerc (* 1947)

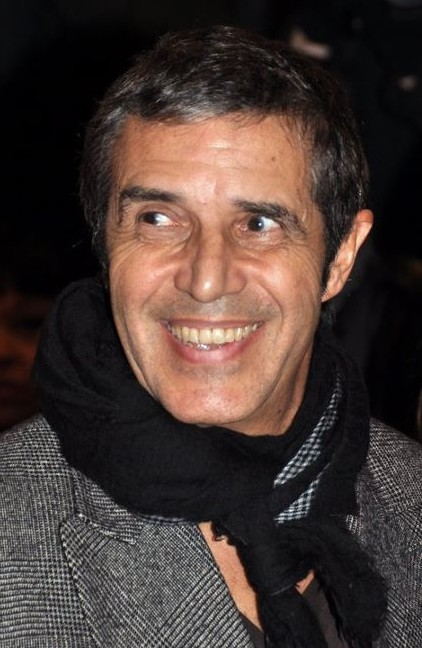
Julien Clerc (* 1947)

- Clerc, Laurent (1785–1869), französischer Gehörlosenpädagoge
- Clerc, Laurent (* 1972), Schweizer Sprinter
- Clerc, Louis (* 1976), französischer Historiker
- Clerc, Mialitiana (* 2001), madagassisch-französische Skirennläuferin
- Clerc, Nicolas-Gabriel Le (1726–1798), französischer Arzt und Autor
- Clerc, Olivier (* 1950), Schweizer Jazz- und Improvisationsmusiker (Schlagzeug, Perkussion)
- Clerc, Onésime (1845–1920), russischer Naturforscher Schweizer Herkunft
- Clerc, Patrick (* 1957), französischer Radrennfahrer
- Clerc, Philippe (* 1946), Schweizer Leichtathlet
- Clerc, Serge (* 1957), französischer Comiczeichner und Illustrator
- Clerc, Vincent (* 1981), französischer Rugbyspieler
- Clerc-Leuba, Louis (1816–1898), Schweizer Politiker
- Clerch, Joaquín (* 1965), kubanischer Gitarrist
- Clerck, Carl Alexander (1709–1765), schwedischer Entomologe und Arachnologe
- Clercq, Helen le (1932–1989), niederländische Balletttänzerin und Choreografin
- Clercq, Jean-Christophe De (* 1966), französischer Maler, Fotograf und Videokünstler
- Clercq, Louis De (1836–1901), französischer Industrieller, Forschungsreisender, Fotograf und Parlamentsabgeordneter
- Clercq, Willem de (1795–1844), niederländischer Schriftsteller
- Clerdent, Pierre (1909–2006), belgischer Politiker
- Clère, Émilien (* 1982), französischer Radrennfahrer
- Clere, Frederick de Jersey (1856–1952), neuseeländischer Architekt, vorzugsweise in der Kunst des Kirchenbaus tätig
- Clère, Jérôme (* 1990), französischer Volleyballspieler
- Clère, Régis (1956–2012), französischer Radrennfahrer
- Clere, Thomas († 1545), englischer Dichter am Hofe Heinrich VIII.
- Clérembault, Philippe de († 1665), französischer Aristokrat und Militär, Marschall von Frankreich
- Clerfait, Charles Joseph de Croix comte de (1733–1798), österreichischer Feldmarschall
- Clerfayt, Bernard (* 1961), belgischer Politiker
- Clergeat, André (1927–2016), französischer Journalist und Musikkritiker
- Clerget, Axel (* 1987), französischer Judoka
- Clerget, Hubert (1818–1899), französischer Maler, Radierer und Illustrator
- Clergue, Lucien (1934–2014), französischer Photograph
- Cleri, Valerio (* 1981), italienischer Langstreckenschwimmer
- Clerici, Anton Georg von (1715–1768), k.k. Feldzeugmeister
- Clerici, Antonella (* 1963), italienische Fernsehmoderatorin und Fernsehjournalistin
- Clerici, Carlo (1929–2007), italienischer und (ab 1954) Schweizer Radrennfahrer
- Clerici, Christian (* 1965), österreichischer FernsehmoderatorChristian Clerici (* 1965)

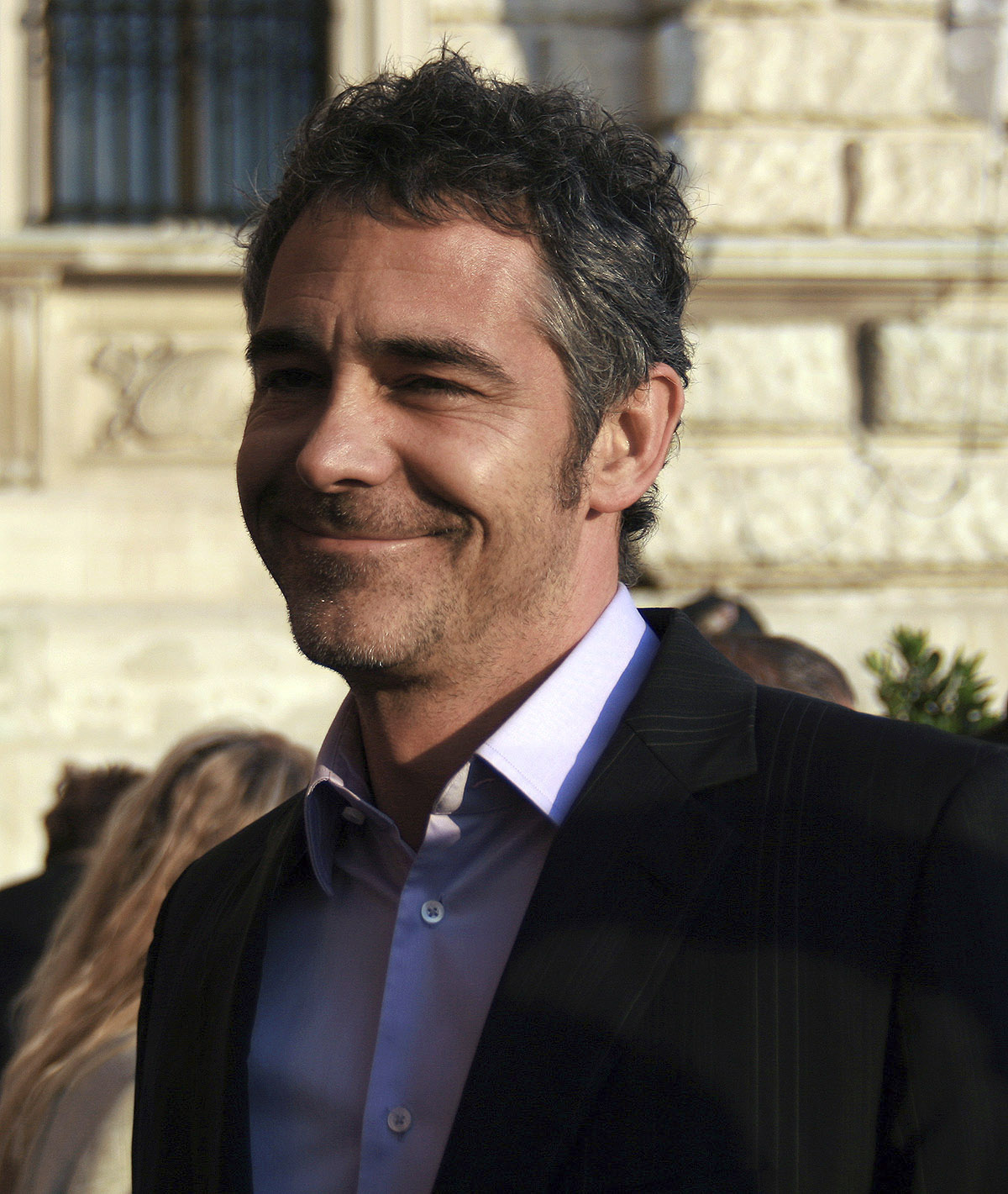
Christian Clerici (* 1965)

- Clerici, Fabrizio (1913–1993), italienischer Architekt und phantastisch-surrealistischer Zeichner, Grafiker, Maler und Bühnenbildner
- Clerici, Gianni (1930–2022), italienischer Sportjournalist, Kolumnist und Autor
- Clerici, Italo (1901–1956), italienischer Schauspieler
- Clerici, Sergio (* 1941), brasilianischer Fußballspieler
- Clérico, Emmanuel (* 1969), französischer Autorennfahrer
- Clérico, Laura (* 1966), argentinische Juristin und Hochschullehrerin
- Clerico, Nicole (* 1983), italienische Tennisspielerin
- Clericus, Ludwig (1827–1892), deutscher Heraldiker, Sphragistiker und Genealoge
- Clericuzio, Antonio (* 1958), italienischer Chemiehistoriker
- Clérismé, Jean Rénald (1937–2013), haïtianischer Diplomat und Politiker
- Clérissac, Humbert (1864–1914), französischer römisch-katholischer Theologe
- Clérisse, Alexandre (* 1980), französischer Comic-Künstler und Illustrator
- Clérisseau, Charles-Louis (1722–1820), französischer Architekt
- Cleritz, Paul (1613–1659), italienisch-österreichischer Steinmetzmeister des Barock
- Clerk, Alexandre-M. (1861–1932), kanadischer Komponist und Dirigent
- Clerk, Dugald (1854–1932), schottischer ErfinderDugald Clerk (1854–1932)

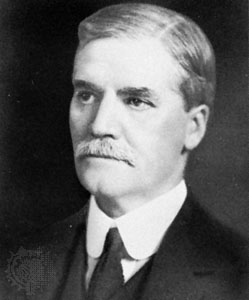
Dugald Clerk (1854–1932)

- Clerk, George Russell (1874–1951), britischer Botschafter
- Clerk, John († 1541), englischer Kleriker und Diplomat, Bischof von Bath und Wells
- Clerk, Shanese de (* 2005), südafrikanische Hochspringerin
- Clerk-Jeannotte, Albert (1881–1945), kanadischer Sänger und Musikpädagoge
- Clerke, Agnes Mary (1842–1907), britische Astronomin und Autorin
- Clerke, Bartholomew († 1590), englischer Jurist, Politiker und Diplomat
- Clerke, Charles (1741–1779), britischer Seefahrer und EntdeckerCharles Clerke (1741–1779)

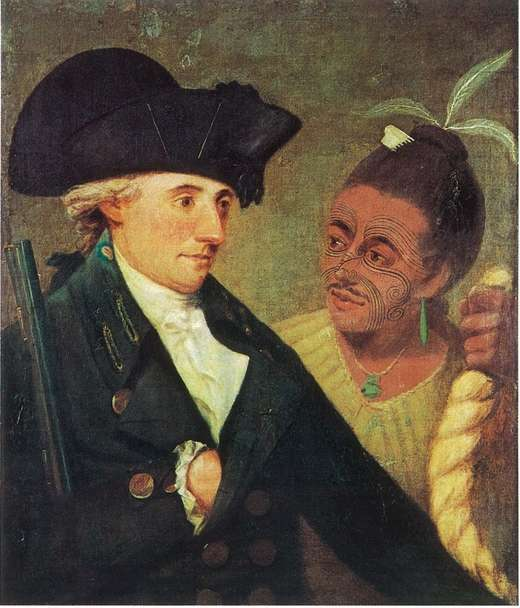
Charles Clerke (1741–1779)

- Clerkin, Cavan (* 1973), britischer Schauspieler, Synchronsprecher, Drehbuchautor und Filmschaffender
- Clermont, Antoine III. de († 1578), französischer Adliger und Militär
- Clermont, Bernardin de († 1522), französischer Adliger und Militär
- Clermont, Claude Catherine de (1543–1603), Schirmherrin, Salonnière
- Clermont, Friedrich (1934–2011), deutscher Politiker (SED), MdV, Mitglied des Staatsrats der DDR
- Clermont, Guy I. de († 1302), Herr von Breteuil und Offemont, Marschall von Frankreich
- Clermont, Henri Antoine de (1540–1573), Herzog von Clermont, Herzog von Tonnerre
- Clermont, Johann Arnold von (1728–1795), deutscher Unternehmer und Bauherr
- Clermont, Louis de, seigneur de Bussy d’Amboise (1549–1579), französischer Adliger
- Clermont, Louise de (1504–1596), französische Adliger und Hofdame
- Clermont, Rita (1894–1969), deutsche Schauspielerin
- Clermont, Tristan de († 1441), französischer Adliger und Militär
- Clermont-Ganneau, Charles (1846–1923), französischer Orientalist und Archäologe
- Clermont-Gessant, Annet de (1587–1660), Großmeister des Malteserordens
- Clermont-Tonnerre, Aimé Marie Gaspard de (1779–1865), französischer General und Minister
- Clermont-Tonnerre, Anne-Antoine-Jules de (1749–1830), französischer Kardinal der Römischen Kirche
- Clermont-Tonnerre, Antoine-Benoît de (1642–1678), französischer römisch-katholischer Geistlicher und Bischof
- Clermont-Tonnerre, François de (1629–1701), Bischof von Noyon
- Clermont-Tonnerre, François-Louis de († 1724), Bischof von Langres (1696–1724)
- Clermont-Tonnerre, Gaspard de (1688–1781), französischer Adliger und Militär
- Clermont-Tonnerre, Laure de (* 1983), französische Schauspielerin, Filmregisseurin und Drehbuchautorin
- Clermont-Tonnerre, Stanislas de (1747–1792), Politiker während der französischen Revolution
- Clerselier, Claude (1614–1684), französischer Philosoph
- Clert, Iris († 1986), griechisch-französische Kunst-Galeristin und Sammlerin
- Clerval, Denys (1934–2016), französischer Kameramann
- Clerveaux, Vanessa (* 1994), haitianisch-US-amerikanische Hürdenläuferin
- Clervoy, Jean-François (* 1958), französischer Astronaut
- Cléry, Corinne (* 1950), französische Schauspielerin
- Clery, Francis (1838–1926), irisch-britischer Offizier der British Army, zuletzt Lieutenant-General
- Cléry, Marie-Elizabeth (* 1761), französische Komponistin und Harfenistin

### Cles
- Cleșcenco, Serghei (* 1972), moldauischer Fußballspieler
- Clésinger, Auguste (1814–1883), französischer BildhauerAuguste Clésinger (1814–1883)

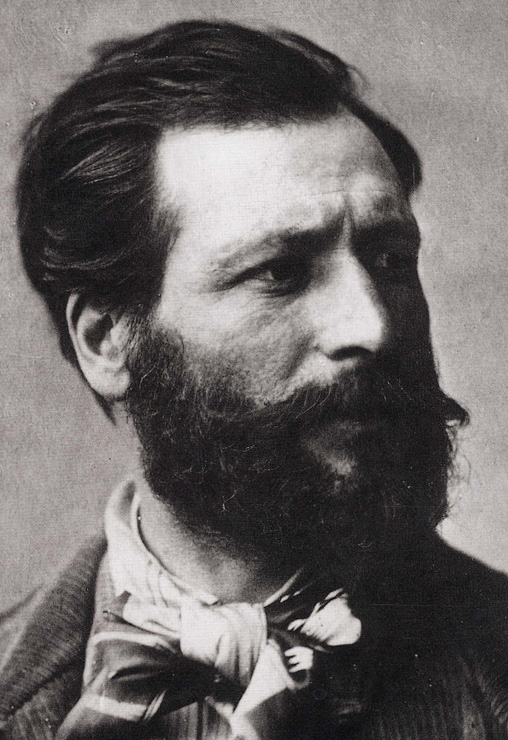
Auguste Clésinger (1814–1883)

- Cless, Carl Friedrich (1797–1861), deutscher Pfarrer und Schriftsteller
- Cleß, Heinrich David von (1741–1820), deutscher Theologe und Landtagsabgeordneter
- Cleß, Karl von (1794–1874), deutscher evangelischer Theologe und klassischer Philologe
- Cleß, Martin (1491–1552), deutscher Reformator, lutherischer Theologe
- Cleß, Reinhold (1839–1907), württembergischer Bauunternehmer und Landtagsabgeordneter
- Cless, Rod (1907–1944), US-amerikanischer Dixieland Jazz-Musiker (Saxophon, Klarinette)
- Cless-Bernert, Gertrud (1915–1998), österreichische Physikerin
- Clessin, Heinrich (1880–1950), österreichischer Politiker (GDVP), Abgeordneter zum Nationalrat
- Clessin, Stephan (1833–1911), deutscher Malakologe und Paläontologe

### Clet
- Clet, Franz Regis (1748–1820), Missionar in China
- Cletzen, Geseke, Stifterin des St. Elisabeth-Spitals in Hamburg

### Clev
- Cleva, Fausto (1902–1971), US-amerikanischer Dirigent
- Cleve, Anders (1937–1985), finnisch-schwedischer Schriftsteller
- Cleve, Anton (1789–1848), deutscher Verwaltungsjurist und Landwirt
- Cleve, Anton Caspar Christoph († 1765), deutscher Verwaltungsbeamter, Königlich Großbritannischer und kurfürstlich braunschweig-lüneburgischer Oberkommissar und Amtmann
- Cleve, Astrid (1875–1968), schwedische Botanikerin und Chemikerin
- Clevé, Bastian (* 1950), deutscher Filmproduzent
- Cleve, Carl (1790–1860), deutscher Verwaltungsjurist und Landwirt
- Clevé, Evelyn (* 1906), deutsche Schriftstellerin
- Cleve, Halfdan (1879–1951), norwegischer Komponist
- Cleve, Hartwig (1811–1883), deutscher Verwaltungsjurist
- Cleve, Heinz von (1897–1984), deutscher Schauspieler, Synchronsprecher und Hörspielsprecher
- Clève, Jenny (1930–2023), französische SchauspielerinJenny Clève (1930–2023)

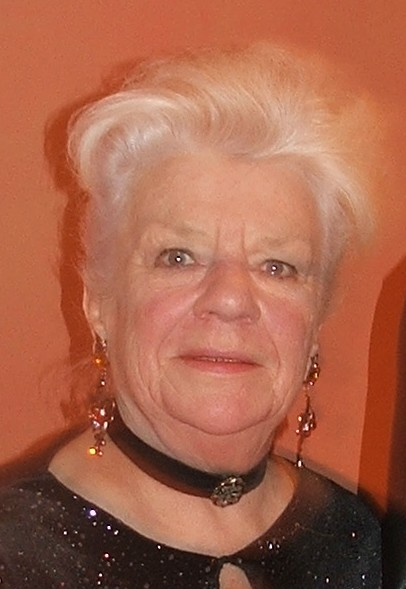
Jenny Clève (1930–2023)

- Cleve, Johann Friedrich (1739–1826), deutscher Offizier
- Cleve, Johannes de († 1582), franko-flämischer Komponist und Kapellmeister der Renaissance
- Cleve, Joos van (1485–1540), niederländischer Maler
- Cleve, Karl (1901–1979), deutscher Ingenieur und Lepidopterologe (Schmetterlingskundler)
- Cleve, Martin van (1520–1570), niederländischer Maler
- Cleve, Per Teodor (1840–1905), schwedischer Naturforscher und Professor
- Cleve, Richard (* 1960), kanadischer Informatiker
- Cleve, Urban (* 1930), deutscher Ingenieur, Manager des Anlagenbaus im Ruhestand und ehemaliger Leichtathlet
- Cleve-Jonand, Agnes (1876–1951), schwedische Künstlerin
- Cleveland Bosanquet, Esther (1893–1980), US-amerikanische Frau, die bislang als einziges Kind im Weißen Haus geboren wurde
- Cleveland, Carol (* 1942), britische Schauspielerin, 7. Mitglied von Monty PythonCarol Cleveland (* 1942)

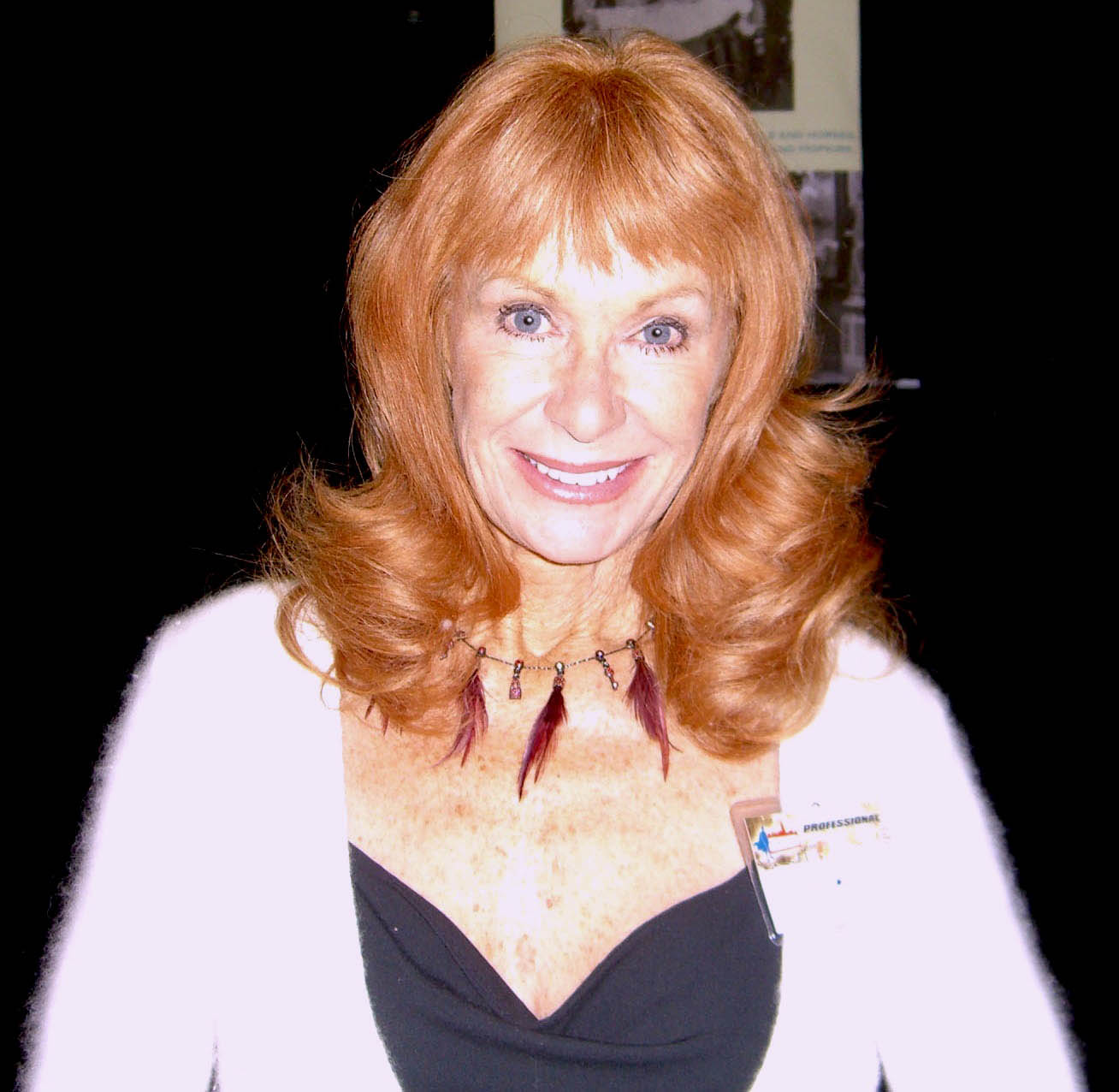
Carol Cleveland (* 1942)

- Cleveland, Charles T. (* 1956), US-amerikanischer Offizier, Generalleutnant der US-Army
- Cleveland, Chauncey F. (1799–1887), US-amerikanischer Anwalt und Politiker; Gouverneur von Connecticut
- Cleveland, Chris, US-amerikanischer Schauspieler, Stuntman, Filmproduzent und Synchronsprecher
- Cleveland, Davis (* 2002), US-amerikanischer Schauspieler
- Cleveland, Dick (1929–2002), US-amerikanischer Schwimmer
- Cleveland, Don W. (* 1950), US-amerikanischer Biochemiker, Zell- und Molekularbiologe
- Cleveland, Emeline Horton (1829–1878), US-amerikanische Ärztin und Hochschullehrerin
- Cleveland, Ezra (* 1998), US-amerikanischer American-Football-Spieler
- Cleveland, Frances (1864–1947), US-amerikanische First Lady
- Cleveland, George (1885–1957), kanadischer Schauspieler
- Cleveland, Griffin (* 2003), US-amerikanischer Schauspieler und Synchronsprecher
- Cleveland, Grover (1837–1908), US-amerikanischer Politiker, 22. und 24. Präsident der USA (1885–1889/1893–1897)Grover Cleveland (1837–1908)

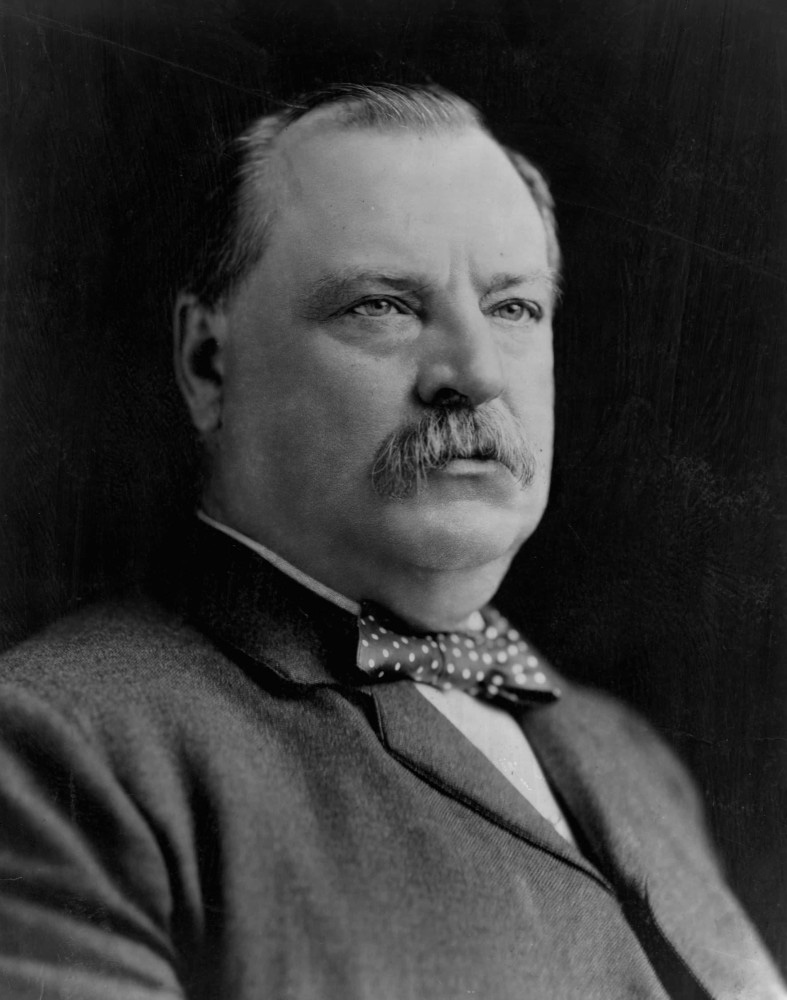
Grover Cleveland (1837–1908)

- Cleveland, Harlan (1918–2008), US-amerikanischer Diplomat, Schriftsteller
- Cleveland, James (1931–1991), US-amerikanischer Gospelsänger, Pianist und Komponist
- Cleveland, James Colgate (1920–1995), US-amerikanischer Politiker
- Cleveland, Jesse Franklin (1804–1841), US-amerikanischer Politiker
- Cleveland, Jimmy (1926–2008), US-amerikanischer Jazzposaunist
- Cleveland, John (1613–1658), englischer Dichter
- Cleveland, Jonathan (* 1970), kanadischer Schwimmer
- Cleveland, Odessa (* 1944), US-amerikanische Schauspielerin und Schriftstellerin
- Cleveland, Orestes (1829–1896), US-amerikanischer Politiker
- Cleveland, Patience (1931–2004), US-amerikanische Film- und Fernsehschauspielerin
- Cleveland, Rose (1846–1918), US-amerikanische First Lady
- Cleveland, Sarah (* 1965), US-amerikanische Juristin und Richterin am Internationalen GerichtshofSarah Cleveland (* 1965)

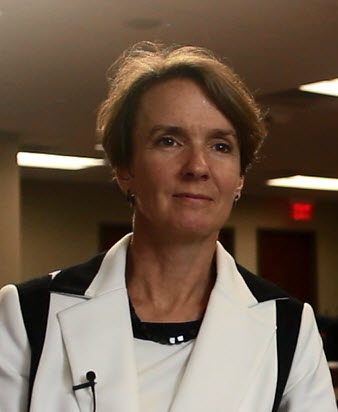
Sarah Cleveland (* 1965)

- Cleveland-Torso-Mörder, amerikanischer Serienmörder
- Cleven, Andrea (* 1978), deutsche Schauspielerin
- Cleven, Hans-Dieter (* 1943), Schweizer Manager und Unternehmer
- Cleven, Thoralf, deutscher Journalist und ehemaliger Chefredakteur
- Cleven, Wilhelm (1893–1983), deutscher Geistlicher, Weihbischof in Köln
- Clevenger, Cliff (1885–1960), US-amerikanischer Politiker
- Clevenger, Dale (1940–2022), US-amerikanischer Hornist
- Clevenger, Raymond F. (1926–2016), US-amerikanischer Politiker
- Clévenot, Jules (1875–1933), französischer Schwimmer und Wasserballspieler
- Clever, Charles P. (1830–1874), US-amerikanischer Politiker deutscher Herkunft
- Clever, Edith (* 1940), deutsche Schauspielerin und Regisseurin
- Clever, Hans-Hermann (* 1956), deutscher Fernschachspieler
- Clever, Peter (* 1955), deutscher Ministerialdirektor
- Clever, Todd (* 1983), US-amerikanischer Rugby-Unionspieler
- Clever, Willy (1905–1969), deutscher Schauspieler und Drehbuchautor
- Clever, Xiaoqun (* 1970), chinesische Managerin
- Clevering, Ymkje (* 1995), niederländische Ruderin
- Cleveringa, Rudolph (1894–1980), niederländischer Hochschullehrer für Jura an der Universität Leiden
- Cleverley, Daisy (* 1997), neuseeländische Fußballspielerin
- Cleverley, Tom (* 1989), englischer Fußballspieler und -trainerTom Cleverley (* 1989)

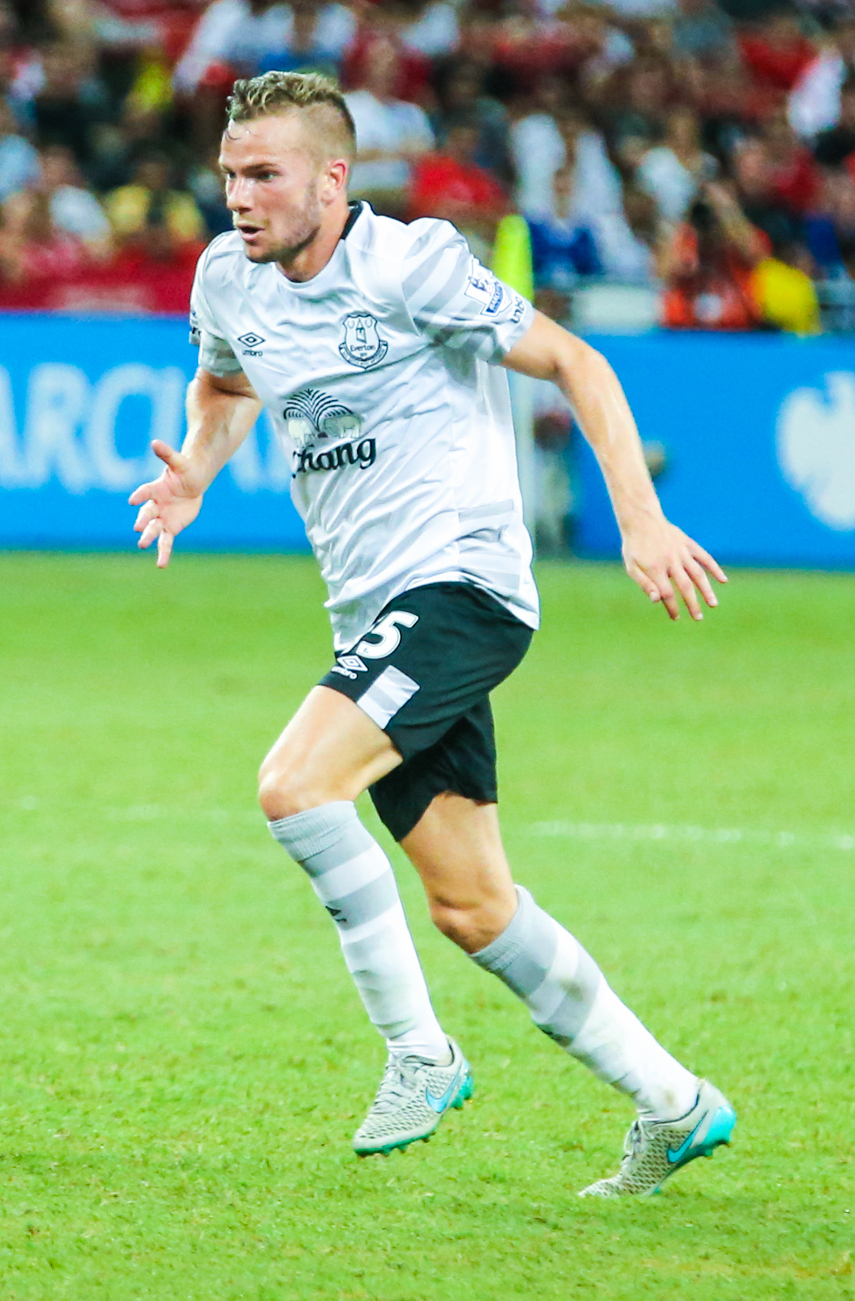
Tom Cleverley (* 1989)

- Cleverly, James (* 1969), britischer Politiker
- Cleverly, Marcus (* 1981), dänischer Handballspieler
- Cleverly, Nathan (* 1987), britischer Boxer
- Clevers, Hans (* 1957), niederländischer Immunologe, Molekulargenetiker und Professor an der Universität Utrecht
- Clevers, Max (1894–1955), deutscher Politiker der CDU
- Clèves, Catherine de, duchesse de Guise (1548–1633), Herzogin von Guise und Gräfin von Eu
- Clèves, Jacques de (1544–1564), Herzog von Nevers, Graf von Rethel und Eu
- Clèves, Marie de (1553–1574), französische Adlige
- Clèves, Olympe de, französische Schauspielerin

### Clew
- Clewarth, John (* 1948), britischer Radrennfahrer
- Clewe, Ludwig (1843–1912), deutscher Architekt
- Clewe, Luisa van (* 2003), deutsche VolleyballspielerinLuisa van Clewe (* 2003)

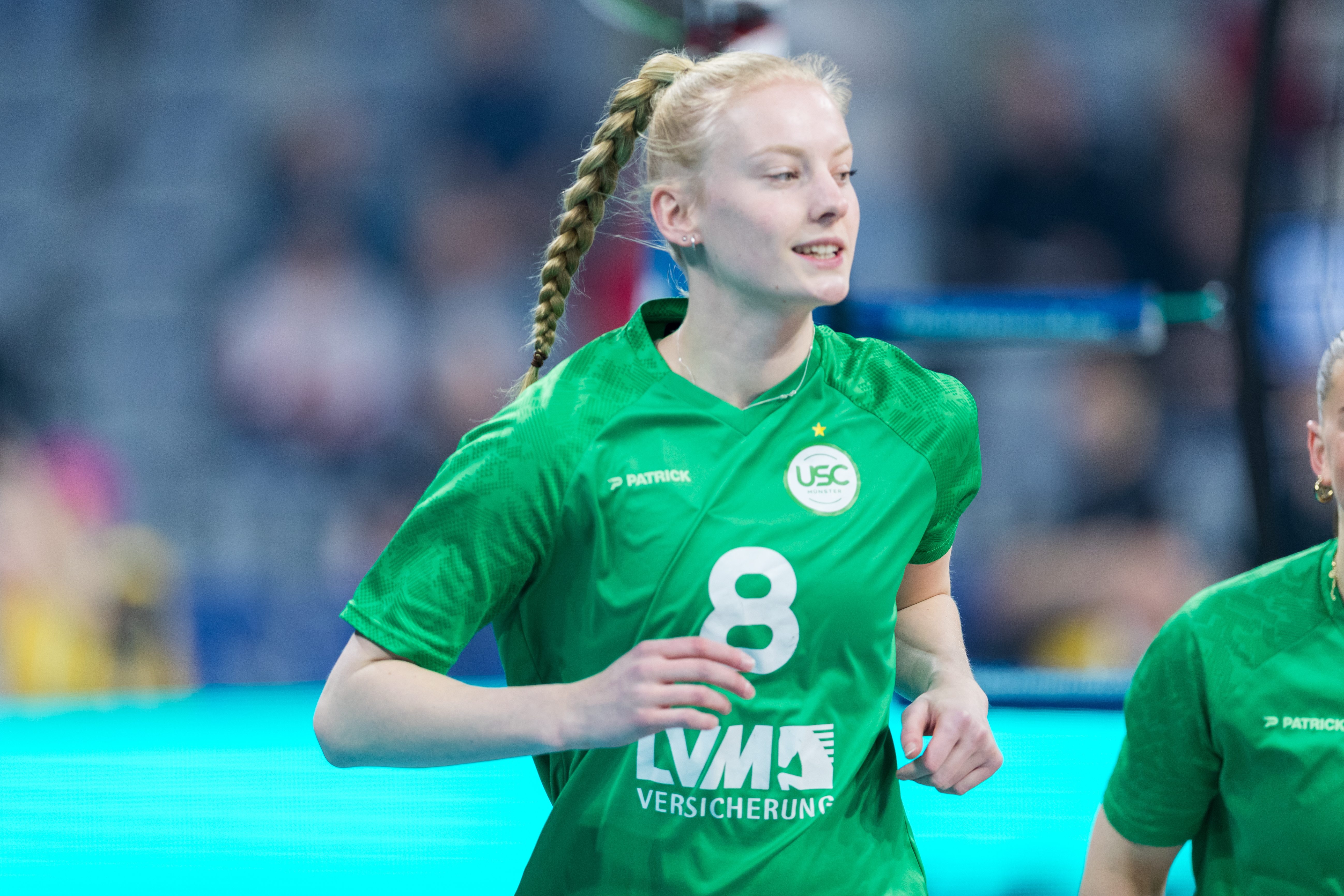
Luisa van Clewe (* 2003)

- Clewing, Carl (1884–1954), deutscher Opernsänger, Bühnen- und Filmschauspieler und Komponist

### Cley
- Cleyer, Andreas (* 1634), deutscher Kaufmann, Botaniker, Mediziner und Japan-Forscher
- Cleyet-Merle, Bérénice (* 1994), französische Leichtathletin
- Cleymans, Clara (* 1989), belgische Schauspielerin
- Cleyn, Franz (1582–1658), deutscher Maler, Zeichner, Radierer und Tapisserie-Künstler in dänischen und englischen Diensten
- Cleynaerts, Nicolaes (1493–1542), belgischer Humanist, Theologe, Grammatiker, Orientalist und Semitist
- Cleyndert, Andy (* 1963), britischer Jazzmusiker (Bass) und Musikproduzent
- Cleynmann, Friedrich Joseph (1764–1827), deutscher Kaufmann und Politiker
- Cleyre, Voltairine de (1866–1912), US-amerikanische Anarchistin und Autorin

### Clez
- Clezar, Guilherme (* 1992), brasilianischer Tennisspieler